# Recordes e estatísticas dos chefes de governo de Portugal
Este artigo contém recordes e estatísticas dos chefes de governo de Portugal desde a criação do cargo durante a Monarquia Constitucional, em 1834, até à atualidade, em várias categorias. Incluem-se as 101 personalidades ou órgãos coletivos que detiveram a liderança do poder executivo (presidentes do Conselho de Ministros, presidente do Governo Provisório, presidentes do Ministério, presidentes da República acumulando a chefia do governo, primeiros ministros, juntas governativas e governos na sua totalidade por morte da sua chefia), tenha essa liderança sido efetiva, interina ou apenas de jure (em casos em que o chefe de governo esteve nomeado, não tendo chegado a tomar posse). Os vários recordes e estatísticas contemplam o caso de as lideranças interinas, coletivas ou não empossadas não serem consideradas.
Os vários recordes e estatísticas estão organizados por tema, sendo eles o tempo no cargo, o número de períodos no cargo, a idade na tomada de posse, a idade no fim da governação, a longevidade, a data de nascimento, a data da morte, o tempo depois do poder, o número de ex-chefes de governo vivos, as mortes em funções, as chefias do Estado, as chefias interinas, não empossadas e coletivas, as vice-chefias de governo, o local de nascimento, o nome próprio, os apelidos e os títulos nobiliárquicos.
Na sua maioria, para além dos recordes absolutos, apresentam-se também os recordes discriminados por regime: Monarquia Constitucional (1834–1910), Primeira República (1910–1926), período ditatorial (1926–1974, somatório da Ditadura Militar, Ditadura Nacional e Estado Novo) e Terceira República (1974–presente), sendo esta última subdividida em recordes absolutos, recordes dos governos constitucionais e recordes dos governos partidários (que exclui os governos constitucionais de iniciativa presidencial).

## Período no cargo
ver Lista de chefes de governo de Portugal por tempo no cargo

### Mais tempo

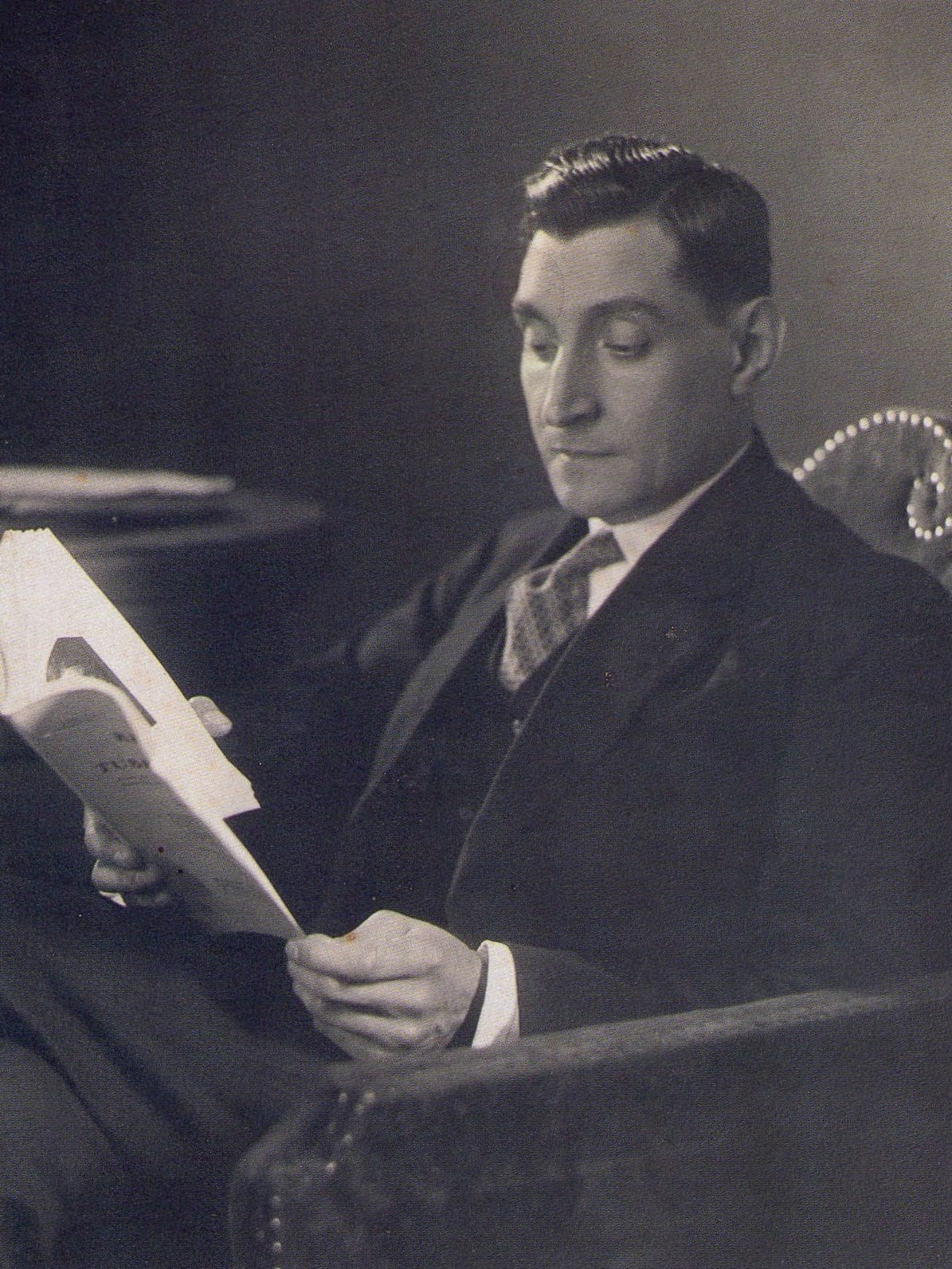
António de Oliveira Salazar, presidente do Ministério e presidente do Conselho de Ministros (1932–1968), foi chefe de governo durante um tempo recorde de 36 anos e 84 dias.

O chefe de governo português com mais tempo no cargo foi António de Oliveira Salazar, tendo-o ocupado por 36 anos e 84 dias, de 5 de julho de 1932 a 27 de setembro de 1968.
No período da Monarquia Constitucional, o presidente do Conselho de Ministros que mais tempo chefiou o executivo foi António Maria de Fontes Pereira de Melo, tendo-o feito por 11 anos e 29 dias somando três períodos diferentes (13 de setembro de 1871–5 de março de 1877; 29 de janeiro de 1878–1 de junho de 1879; 14 de novembro de 1881–20 de fevereiro de 1886), tendo sido também o chefe de governo monárquico com o mandato consecutivo de maior duração (5 anos e 173 dias).
Na Primeira República, António Maria da Silva foi o presidente do Ministério com mais tempo no poder: 2 anos e 133 dias, no somatório dos seus 4 períodos como chefe de governo (26 de junho de 1920–19 de julho de 1920; 6 de fevereiro de 1922–15 de novembro de 1923; 2 de julho de 1925–1 de agosto de 1925; 18 de dezembro de 1925–29 de maio de 1926), pertencendo-lhe também o mandato consecutivo mais duradouro (1 ano e 282 dias).
Em Democracia, Aníbal Cavaco Silva foi quem foi primeiro-ministro durante mais tempo, com 9 anos e 356 dias, entre 6 de novembro de 1985 e 28 de outubro de 1995.
Luís Montenegro, o atual primeiro-ministro, está há 364 dias no cargo. Teria de estar no cargo a 24 de março de 2034 para igualar o recorde de Cavaco Silva.

### Menos tempo

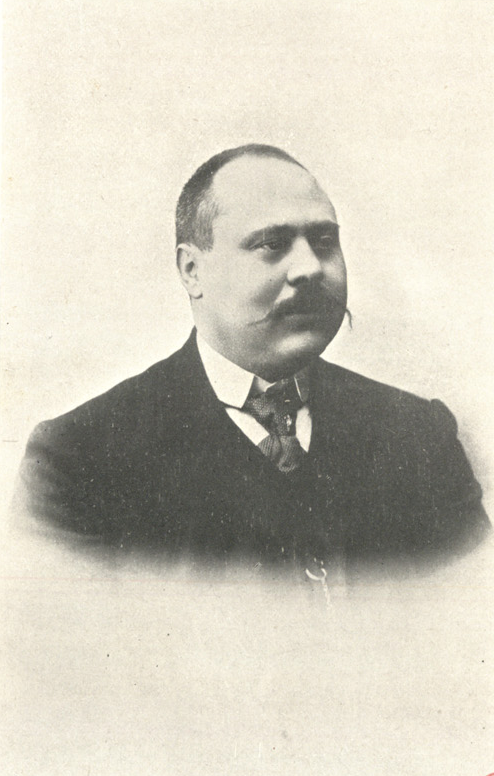
Francisco Fernandes Costa, presidente do Ministério durante menos de um dia a 15 de janeiro de 1920, não tendo sido empossado.

Desde 1834, quando foi instaurada a Monarquia Constitucional, e foi instituído um cargo de chefia do governo, que vários ocupantes do cargo têm estado poucos dias no poder.
Francisco Fernandes Costa foi nomeado e exonerado presidente do Ministério a 15 de janeiro de 1920, tendo sido chefe de governo por algumas horas, não tendo, no entanto, tomado posse.
Contudo, excluídas as chefias interinas, as não empossadas e as coletivas, e contabilizando todos os períodos diferentes feitos por cada indivíduo, o período de 16 dias, entre 20 de outubro e 5 de novembro de 1921, correspondente ao único período no poder de Manuel Maria Coelho, é o menor da história do cargo.
Na Monarquia, o marquês de Valença foi presidente do Conselho por um dia, entre 4 e 5 de novembro de 1836, não tendo também tomado posse. A segunda vez que o duque de Palmela chefiou o executivo, também por 1 dia, entre 7 e 8 de fevereiro de 1842, no chamado Governo do Entrudo (um governo de transição), constitui-se como o mais curto período na Monarquia Constitucional em que o chefe de governo de facto tomou posse. Também o período em que a Junta Provisória de Governo deteve o poder executivo, após a revolução cabralista, entre 8 e 9 de fevereiro de 1842, durou um dia. Durante o mesmo tempo, entre 1 e 2 de junho de 1837, a totalidade dos membros do 4.º governo da Monarquia Constitucional chefiou coletivamente o governo até à tomada de posse do seu presidente, José Jorge Loureiro.
Após a morte do presidente do Conselho, o duque da Terceira, em 1860, a totalidade do Conselho de Ministros chefiou o governo durante 5 dias. Também 5 dias durou o 3.º governo do duque da Terceira, também ele de transição. Após a saída do duque de Palmela do seu primeiro governo, a totalidade do 1.º governo da Monarquia Constitucional deteve o poder executivo, entre essa data, 28 de abril de 1835, e 4 de maio do mesmo ano (6 dias). Excluindo governos não empossados, governos provisórios ou de transição, órgãos coletivos com a chefia do governo ou chefes de governo interinos, e somando todos os períodos no poder de cada personalidade, o chefe de governo da Monarquia com menos tempo no poder foi o conde de Linhares, com 23 dias, entre 4 e 27 de maio 1835.

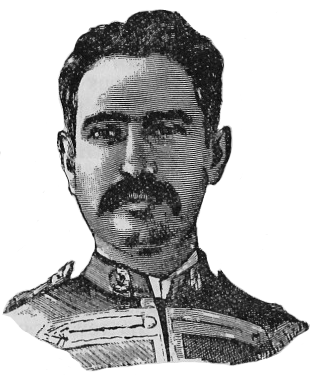
Manuel Maria Coelho, presidente do Ministério (1921), foi o chefe de governo com menos tempo no cargo (16 dias), excluindo chefias interinas, não empossadas e coletivas, e somando todos os períodos no cargo de cada um dos governantes.

Na Primeira República (excluindo Fernandes Costa), a Junta Constitucional de 1915, o 16.º governo em 1918 e o 31.º governo em 1921 foram chefes de governo coletivos, todos durante um dia, entre 14 e 15 de maio de 1915, entre 14 e 15 de dezembro de 1918 e entre 19 e 20 de outubro de 1921, respetivamente. Com quatro dias no poder, a Junta Revolucionária de 1917, chefiada por Sidónio Pais, foi detentora do poder executivo entre 8 e 12 de dezembro de 1917. Com 7 e 8 dias, respetivamente, Augusto de Vasconcelos (23  a 30 de setembro de 1912) e João do Canto e Castro (15 a 23 de dezembro de 1918) foram chefes de governo interinos em substituição de Duarte Leite, o primeiro, e em substituição do falecido Sidónio Pais, o segundo. Já João Chagas, na sua segunda experiência governativa, foi nomeado presidente do Ministério a 15 de maio de 1915, tendo sido baleado a 17 do mesmo mês, e sobrevivido. Em recobro, foi substituído interinamente por José de Castro, até ser efetivamente exonerado a 29 de maio. O período de 14 dias entre 15 e 29 de maio foi também dos mais curtos da Primeira República. Excluindo não empossados, órgãos coletivos, e chefes de governo interinos, o primeiro mandato de Álvaro de Castro, com 10 dias, entre 20 e 30 de novembro de 1920, foi o mais curto da Primeira República. No entanto Álvaro de Castro teve outro período no governo de 202 dias, o que faz com que o já referido Manuel Maria Coelho, com um tempo de 17 dias, seja de facto aquele que, somando todos os mandatos, esteve menos tempo no poder.
Na Ditadura Militar, na Ditadura Nacional e no Estado Novo, a Junta de Salvação Pública esteve dois dias no poder, entre 29 e 31 de maio de 1926. Descontando este órgão coletivo, o presidente do Ministério ou presidente do Conselho com menos tempo no cargo foi Luís Maria Lopes da Fonseca, interinamente durante 10 dias, entre 16 e 26 de outubro de 1929, e em substituição de Artur Ivens Ferraz. Excluindo este presidente interino do Ministério, José Mendes Cabeçadas, por 17 dias, entre 31 de maio e 17 de junho de 1926, foi efetivamente o chefe de governo menos duradouro do período ditatorial.
Em Democracia, o período de 21 dias, entre 25 de abril e 16 de maio de 1974, em que a Junta de Salvação Nacional acumulou a chefia do Estado com a do governo, foi a mais curta do período atual. Com 30 e 36 dias respetivamente, Vasco Almeida e Costa e Diogo Freitas do Amaral, ambos interinamente em substituição de José Pinheiro de Azevedo, o primeiro, e do falecido Francisco Sá Carneiro, o segundo, foram os indivíduos que menos tempo foram chefes de governo. Com 63 dias, entre 16 de maio e 18 de julho de 1974, Adelino da Palma Carlos é o primeiro-ministro da Terceira República com menos tempo no cargo. Alfredo Nobre da Costa, com 85 dias, entre 29 de agosto e 22 de novembro de 1978, foi o que no período dos governos constitucionais esteve menos tempo no cargo. Pedro Santana Lopes, com 238 dias, entre 17 de julho de 2004 e 12 de março de 2005, foi o primeiro-ministro de um governo partidário com menos tempo no poder.

### Outras informações

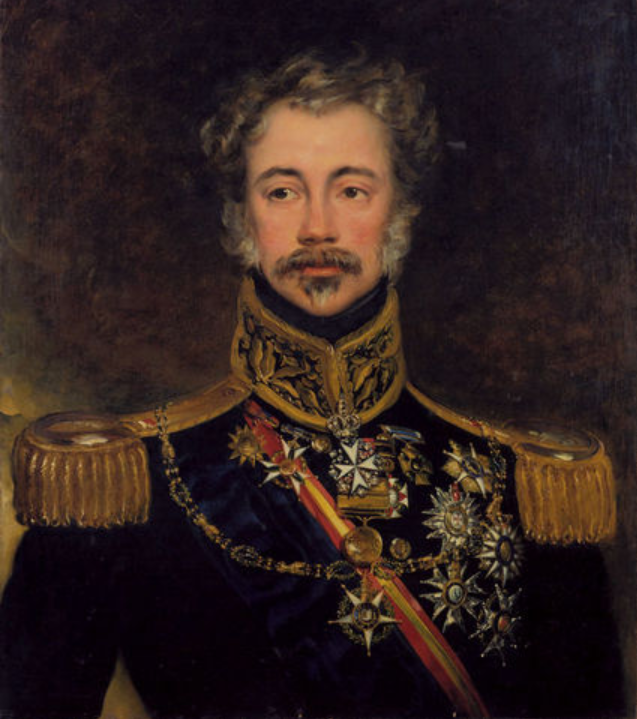
O duque de Saldanha, presidente do Conselho de Ministros (1835; 1846–1849; 1851–1856; 1870), chefe de governo com o segundo maior período entre a sua primeira tomada de posse e a última vez que foi exonerado (35 anos e 94 dias).

O chefe de governo com o maior período entre a primeira vez que ocupa o cargo e a última vez em que o deixa é António de Oliveira Salazar com 36 anos e 84 dias. Na Monarquia Constitucional, o recorde pertence ao duque de Saldanha, com 35 anos e 94 dias, entre 27 de maio de 1835 e 29 de agosto de 1870. Na Primeira República, quem tem essa distinção é Bernardino Machado, com 7 anos e 103 dias, entre 9 de fevereiro de 1914 e 23 de maio de 1921. Na Terceira República, Aníbal Cavaco Silva detém o recorde, com os seus 9 anos e 356 dias no cargo.

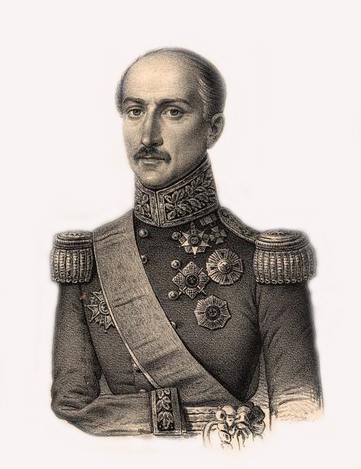
O marquês de Sá da Bandeira, presidente do Conselho de Ministros (1836–1837; 1837–1839; 1862 interino; 1865; 1868–1869; 1870) detém três recordes: o maior período entre dois mandatos, o menor período entre mandatos, e o maior número de períodos não consecutivos no poder.

O marquês de Sá da Bandeira, com 25 anos e 364 dias, entre o fim do seu segundo mandato a 18 de abril de 1839 e o início do seu terceiro a 17 de abril de 1865 é o chefe de governo com o maior período de tempo sem estar no cargo, entre mandatos. Bernardino Machado, com 6 anos e 162 dias, entre 12 de dezembro de 1914 e 23 de maio de 1921, detém o recorde de entre os presidentes do Ministério da Primeira República. Em ditadura, não houve chefes de governo com mandatos não consecutivos. Em Democracia, Mário Soares, com 4 anos e 284 dias, entre o fim do primeiro período a 29 de agosto de 1978 e o início do segundo a 9 de junho de 1983, é o único primeiro-ministro a ter um período entre cargos.
Com apenas 70 dias a separar o fim do seu primeiro mandato (1 de junho de 1837) e o início do seu segundo (10 de agosto de 1837), com um curto governo de António Dias de Oliveira pelo meio, o marquês de Sá da Bandeira detém o mais curto período de tempo entre o fim de um mandado de um chefe de governo e o começo de outro. Na Primeira República, essa distinção vai para o tempo entre o quarto e quinto períodos no governo de António Maria da Silva, com 138 dias, entre 1 de agosto e 17 de dezembro de 1925.

## Número de períodos no cargo
Considera-se que um período no cargo não equivale a um mandato, já que, por exemplo António Guterres foi primeiro-ministro durante dois mandatos consecutivos, fazendo desse tempo um único período no cargo.
O chefe de governo com maior número de períodos no cargo foi o marquês de Sá da Bandeira, com cinco períodos distintos como presidente do Conselho de Ministros: 5 de novembro de 1836–1 de junho de 1837, 10 de agosto de 1837–18 de abril de 1839, 17 de abril de 1865–4 de setembro de 1865, 22 de julho de 1868–11 de agosto de 1869 e 29 de agosto de 1870–29 de outubro de 1870. Na República, António Maria da Silva, presidente do Ministério do primeiro regime republicano, com 4 períodos no cargo, é o chefe de governo que detém esse recorde. Na Segunda e Terceira Repúblicas são quase inexistentes os chefes de governo que lideram o executivo por mais do que um período consecutivo. A única exceção foi Mário Soares, com 2 períodos distintos após o 25 de Abril de 1974.
Ao todo, 17 chefes de governo serviram durante mais do que um período. São eles: o referido marquês de Sá da Bandeira (5 períodos), o duque da Terceira, o duque de Saldanha, António Maria da Silva (4 períodos), o duque de Palmela, o duque de Loulé, Joaquim António de Aguiar, o duque de Ávila, Fontes Pereira de Melo, José Luciano de Castro, Ernesto Hintze Ribeiro, Afonso Costa, Domingos Pereira (3 períodos), Bernardino Machado, António Granjo, Álvaro de Castro e Mário Soares (2 períodos), para um total de 52 períodos não consecutivos. Para além destes períodos, o marquês de Sá da Bandeira ainda foi presidente do Conselho de Ministros interino uma vez (6 períodos, se somado aos efetivos), Augusto de Vasconcelos foi presidente interino do Ministério (2 períodos, se somado ao efetivo), Afonso Costa foi presidente interino do Ministério (4 períodos, se somado aos efetivos) e José Norton de Matos foi por duas vezes presidente interino do Ministério (2 períodos).

## Idade na tomada de posse

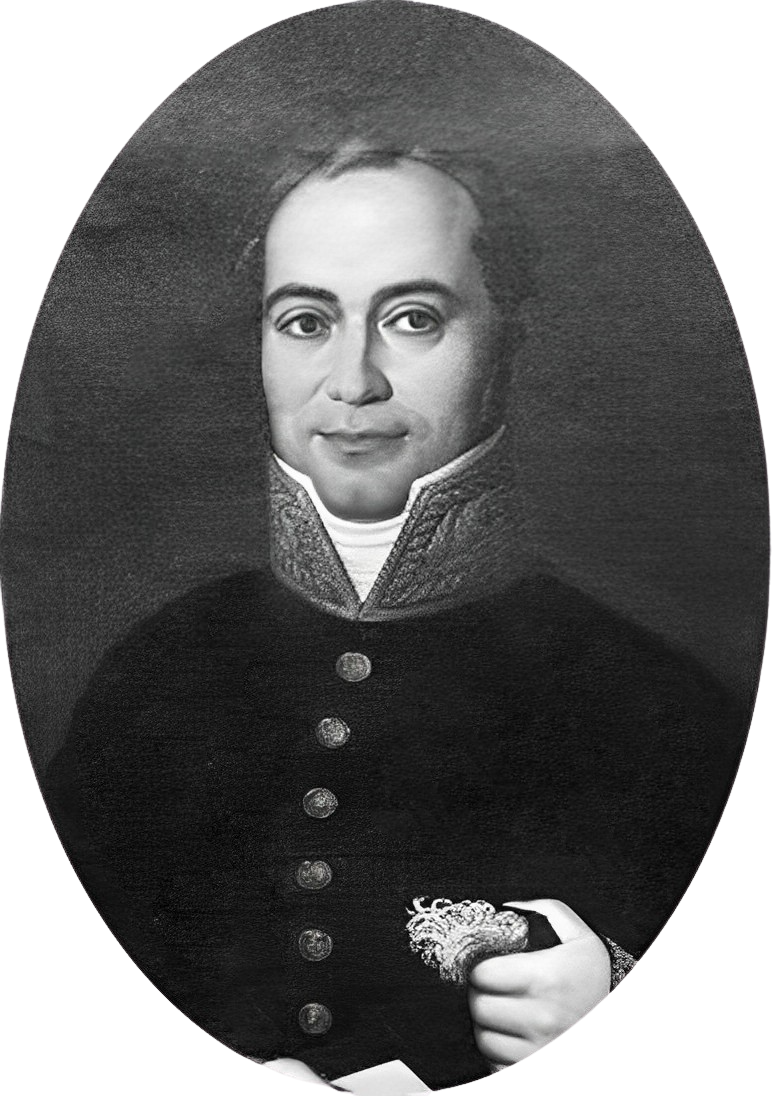
António Dias de Oliveira, presidente do Conselho de Ministros (1837), foi o mais novo chefe de governo a chegar ao cargo com 32 anos e 344 dias, e também o mais novo a deixá-lo com 33 anos e 44 dias.

O mais novo chefe de governo português a chegar ao poder foi António Dias de Oliveira, com 32 anos e 344 dias. Na Primeira República o mais novo a ser presidente do Ministério foi Francisco da Cunha Leal, com 33 anos e 116 dias. José Mendes Cabeçadas, 42 anos e 285 dias, foi o presidente do Ministério mais novo da Ditadura, sendo que António de Oliveira Salazar, com apenas 43 anos e 68 dias, também merece uma menção. Na Terceira República, Diogo Freitas do Amaral (que foi vice-primeiro-ministro com a chefia interina do governo por morte de Francisco Sá Carneiro), com 39 anos e 136 dias foi o mais novo a governar em Democracia. Contudo, excluindo primeiros-ministros interinos, Carlos Alberto da Mota Pinto, com 42 anos e 120 dias, e Francisco Pinto Balsemão, com 43 anos e 130 dias foram respetivamente o primeiro-ministro mais novo dos governos constitucionais e o primeiro-ministro mais novo de um governo partidário.
O mais velho chefe do executivo à data da altura em que iniciou o seu primeiro (e neste caso, único) mandato no poder foi João Crisóstomo, com 79 anos e 260 dias a 14 de outubro de 1890. O duque de Saldanha, com 79 anos e 183 dias, foi o segundo mais velho de sempre a iniciar um mandato, neste caso o seu quarto e último período no cargo, a 19 de maio de 1870. O mais velho presidente do Ministério da Primeira República a chegar pela primeira vez ao poder foi Joaquim Pimenta de Castro, com 68 anos e 81 dias, a 25 de janeiro de 1915. O mais velho a alguma vez iniciar um mandato foi Bernardino Machado, que quando começou o seu segundo período no cargo tinha 69 anos e 339 dias. Em Ditadura, Manuel Gomes da Costa, com 63 anos e 154 dias, foi o mais velho a chefiar um executivo. Após o 25 de Abril, o primeiro-ministro mais velho foi Adelino da Palma Carlos, com 69 anos e 74 dias. Dos primeiros-ministros dos governos constitucionais, Mário Soares foi o mais velho a iniciar um mandato (o seu segundo período no cargo), com 58 anos e 184 dias, e Alfredo Nobre da Costa o mais velho a iniciar o primeiro mandato, com 54 anos e 353 dias. Considerando apenas os governos partidários, o primeiro-ministro mais velho a iniciar o seu primeiro mandato foi António Costa, com 54 anos e 132 dias.
Os chefes de governo portugueses chegaram ao poder no seu primeiro mandado, em média, aos 51 anos e 197 dias. Na Monarquia Constitucional, a idade média é ligeiramente maior, com 53 anos e 178 dias. Na Primeira República, a idade baixa para os 50 anos e 51 dias. Na Ditadura, a idade apresenta o seu valor mais alto, com 54 anos e 165 dias. Já a Democracia do pós-25 de Abril apresenta o valor médio de idade na primeira tomada de posse mais baixo, com 49 anos e 120 dias.

## Idade no fim da governação

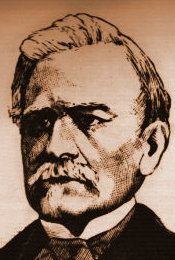
João Crisóstomo, presidente do Conselho de Ministros (1890–1892), foi o chefe de governo mais velho de sempre a chegar ao poder com 79 anos e 260 dias e o mais velho ao deixar o cargo com 80 anos e 355 dias.

António Dias de Oliveira (Monarquia) foi o chefe de governo a retirar-se com menos idade, aos 33 anos e 48 dias. Francisco da Cunha Leal detém esse recorde, quando restringidos os chefes de governo aos da Primeira República, com 33 anos e 168 dias. Na Ditadura é José Mendes Cabeçadas, com 42 anos e 302 dias. Em Democracia é Diogo Freitas do Amaral, com 39 anos e 172 dias, apesar de numa capacidade interina. Dos primeiros-ministros constitucionais quem detém o recorde é Carlos Alberto da Mota Pinto com 43 anos e 7 dias, e dos primeiros-ministros de governos partidários é Francisco Pinto Balsemão com 45 anos e 281 dias.
O mais velho chefe de governo a abandonar o cargo foi João Crisóstomo, que tinha 80 anos e 355 dias quando terminou o seu mandato a 17 de janeiro de 1892. Bernardino Machado foi o mais velho a terminar um mandato na Primeira República, com 70 anos e 57 dias. No período ditatorial, António de Oliveira Salazar, com 79 anos e 152 dias, foi o mais velho a deixar de ser presidente do Conselho. Na Terceira República, Adelino da Palma Carlos, com 69 anos e 137 dias, foi o mais velho a deixar o poder durante a Democracia. Contando apenas os primeiros-ministros constitucionais, António Costa, quando terminou o seu mandato, tinha o recorde de 62 anos e 260 dias.
O atual chefe de governo, Luís Montenegro, igualaria o recorde de João Crisóstomo caso abandonasse o cargo a 6 de fevereiro de 2054. Para igualar o recorde de Adelino da Palma Carlos, em Democracia, teria de ser primeiro-ministro até 3 de julho de 2042. Já para igualar o recorde relativo aos governos constitucionais, de António Costa, teria de chefiar o executivo até 3 de novembro de 2035.

## Longevidade
ver Lista de chefes de governo de Portugal por idade

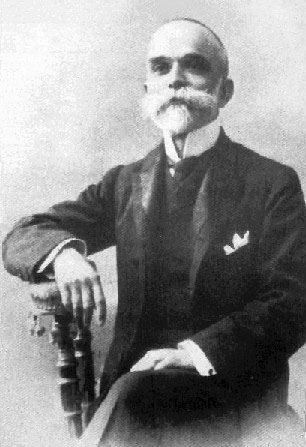
Bernardino Machado, presidente do Ministério (1914; 1921) foi o chefe de governo que viveu mais anos: 93 anos e 32 dias.

O chefe de governo que viveu mais tempo foi Bernardino Machado, que nasceu em 28 de março de 1851 e morreu a 29 de abril de 1944, com 93 anos e 32 dias. No período da Monarquia Constitucional, o recorde pertence ao marquês de Tomar (9 de maio de 1803–1 de setembro de 1889) que morreu com 86 anos e 115 dias. Na Ditadura, Luís Maria Lopes da Fonseca (1 de março de 1883–8 de dezembro de 1974), que foi presidente interino do Ministério, morreu com 91 anos e 282 dias. Excluindo esta chefia interina, o recorde pertence a Domingos Oliveira que nasceu a 31 de julho de 1873 e morreu a 25 de dezembro de 1957, quando tinha 84 anos e 146 dias. Na Terceira República, o mais velho primeiro-ministro de sempre é Mário Soares, que nascido a 7 de dezembro de 1924, morreu a 7 de janeiro de 2017 com 92 anos e 31 dias.

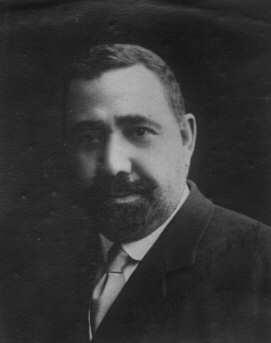
António Granjo, presidente do Ministério (1920; 1921), foi o chefe de governo a morrer mais cedo, assassinado com apenas 39 anos e 296 dias.

Das personalidades que chefiaram o executivo, o presidente do Ministério António Granjo, nascido a 27 de dezembro de 1881 e assassinado a 19 de outubro de 1921, quando tinha 39 anos e 296 dias, foi o que morreu mais novo. Dos presidentes do Conselho de Ministros da Monarquia, o barão de Sabrosa foi o mais novo a morrer, com 53 anos e 9 dias. Na Ditadura, esse lugar cabe a Artur Ivens Ferraz, que faleceu com 62 anos e 46 dias. Após o 25 de abril, o mais novo foi Francisco Sá Carneiro, que morreu no acidente de Camarate quando tinha 46 anos e 138 dias.

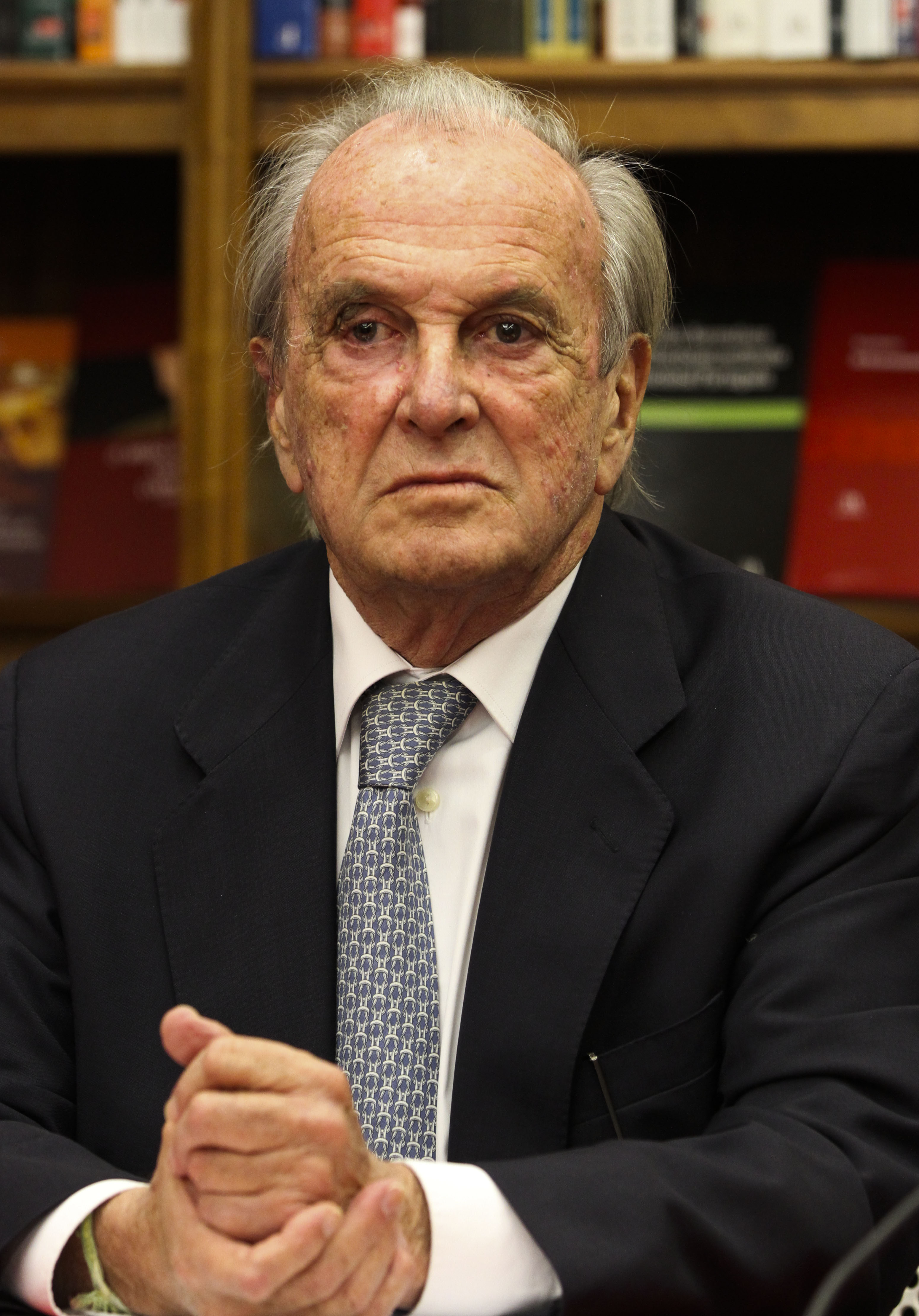
Francisco Pinto Balsemão, primeiro-ministro (1981–1983), é atualmente o mais velho ex-primeiro-ministro vivo, com.

Dos oito primeiros-ministros ainda vivos, o mais velho é Francisco Pinto Balsemão com 87 anos e 212 dias e o mais novo é Luís Montenegro, que tem 52 anos e 44 dias. Para Pinto Balsemão igualar o recorde de Bernardino Machado, terá de estar vivo a 2 de outubro de 2030.
O chefe de governo que menos viveu, sem ser vítima de assassinato ou acidente foi Carlos Alberto da Mota Pinto, que morreu resultado de um aneurisma da aorta, com 48 anos e 286 dias.
74 e 66 anos são as idades com que mais chefes de governo morreram: 6. Com 74 anos faleceram o Duque de Ávila, António Serpa, João Franco, Domingos Pereira, Marcello Caetano e Maria de Lourdes Pintasilgo. Com 66 anos morreram Anselmo José Braamcamp, Afonso Costa, Carlos Maia Pinto, António Ginestal Machado, Manuel Gomes da Costa e José Pinheiro de Azevedo.

## Por data de nascimento
O século onde nasceram mais chefes de governo foi o XIX, com 60 nascimentos (18 na primeira metade e 42 na segunda). Seguem-se o século XX com 20 (14 na primeira metade e 6 na segunda), e o XVIII com 11 (todos nascidos na segunda metade).
20 chefes de governo nasceram antes de 1834 (antes da implantação da Monarquia Constitucional liberal) e 52 nasceram no período de vigência da Monarquia Constitucional (1834–1910). Quatro nasceram durante a Primeira República (1910–1926). Catorze durante o período ditatorial (1926–1974), 2 dos quais durante a Ditadura Nacional (1928–1933).
Por chefe de Estado, os nascimentos de chefes de governo ocorreram com maior concentração durante o reinado de D. Luís I (34). 17 nasceram durante o reinado de D. Maria I, 11 durante o de D. Maria II, 6 durante o de D. Pedro V, 3 durante o de D. João VI e 2 durante o de D. Carlos I. Não nasceu nenhum chefe de governo durante os reinados de D. Pedro IV, D. Miguel e de D. Manuel II. Na República 8 chefes de governo nasceram durante a presidência de Óscar Carmona, 3 nas de Francisco Craveiro Lopes e Américo Tomás, 2 na presidência de António José de Almeida e 1 nas presidências de Bernardino Machado (a primeira) e Manuel Teixeira Gomes. Não houve nascimentos durante as presidências de Manuel de Arriaga, Teófilo Braga, Sidónio Pais, João do Canto e Castro, Bernardino Machado (segundo mandato), José Mendes Cabeçadas, Manuel Gomes da Costa, António de Oliveira Salazar (interina) e em qualquer presidência do período Democrático.
A década de 1860 foi a década com maior número de nascimentos de chefes de governo portugueses: 14. Foram eles: João do Canto e Castro, João Chagas, Manuel Gomes da Costa, Duarte Leite, Alfredo de Sá Cardoso, Alfredo Rodrigues Gaspar, António José de Almeida, António Maria Baptista, Carlos Maia Pinto, Augusto de Vasconcelos, José Norton de Matos, José de Castro, Óscar Carmona e José Vicente de Freitas. Excluindo as décadas de 1980 e subsequentes, a única década sem qualquer nascimento é a de 1890.
Quatro anos partilham o recorde de maior número de nascimentos de chefes de governo: 1863 (Manuel Gomes da Costa, António Maria Baptista e João Chagas), 1867 (José Norton de Matos, Francisco Fernandes Costa e Augusto de Vasconcelos), 1872 (Tomé de Barros Queirós, Sidónio Pais e António Maria da Silva) e 1883 (Luís Maria Lopes da Fonseca, José Mendes Cabeçadas e João Tamagnini Barbosa).
No século XX, apenas em 1956 nasceu mais do que um chefe de governo (José Manuel Durão Barroso e Pedro Santana Lopes). Já no século XVIII, nasceram dois presidentes do Conselho de Ministros da Monarquia em três anos diferentes: 1788 (conde de Lumiares e barão de Sabrosa), 1790 (conde de Linhares e duque de Saldanha) e 1792 (duque da Terceira e Joaquim António de Aguiar).
O primeiro chefe de governo a nascer no período da Monarquia Constitucional foi José Luciano de Castro, a 14 de dezembro de 1834. O primeiro a nascer durante a vigência do regime republicano foi José Pinheiro de Azevedo, que nasceu a 5 de junho de 1917. Quem nasceu primeiro durante o período ditatorial foi Maria de Lourdes Pintasilgo, a 18 de janeiro de 1930, sendo que Francisco Sá Carneiro foi o primeiro a nascer durante o Estado Novo, a 19 de julho de 1934.
O único mês em que nasceu mais do que um chefe de governo, foi em maio de 1872 com o nascimento de Sidónio Pais (dia 1) e de António Maria da Silva (dia 26).
O chefe de governo a nascer mais cedo foi o marquês de Valença, a 20 de maio de 1780. Desconsiderando este presidente do Conselho de Ministros não empossado, quem nasceu mais cedo foi o duque de Palmela, cuja data de nascimento foi 8 de maio de 1781. O chefe de governo a nascer mais tarde foi Luís Montenegro, que nasceu a 16 de fevereiro de 1973, o primeiro a nascer na década de 1970.
Por mês do ano, julho e novembro registam 12 nascimentos de  chefes de governo. Excluindo as chefias interinas e não empossadas, o mês com mais nascimentos passa a ser novembro isolado (com 12), já que julho inclui os nascimentos dos primeiros-ministros interinos Vasco Almeida e Costa e Diogo Freitas do Amaral. O mês com menos nascimentos é outubro, tendo nele apenas nascido Anselmo José Braamcamp e José Ramos Preto.
O chefe de governo a nascer mais cedo no calendário foi o conde de Lumiares, a 12 de janeiro (de 1788). Quem nasceu mais tarde foi João Tamagnini Barbosa a 30 de dezembro (de 1883).
Dois chefes de governo partilham a data de aniversário em 11 dias: 6 de março (Manuel Maria Coelho e Afonso Costa), 23 de março (José Norton de Matos e José Manuel Durão Barroso), 28 de abril (Artur de Campos Henriques e António de Oliveira Salazar), 3 de maio (António Ginestal Machado e Vasco Gonçalves), 8 de maio (duque de Palmela e José Domingues dos Santos), 5 de junho (Carlos Maia Pinto e José Pinheiro de Azevedo), 17 de julho (António José de Almeida e António Costa), 24 de julho (Francisco da Veiga Beirão e Pedro Passos Coelho), 25 de julho (António Rodrigues Sampaio e Carlos Alberto da Mota Pinto), 1 de setembro (João Chagas e Francisco Pinto Balsemão) e 23 de outubro (Anselmo José Braamcamp e José Ramos Preto).

## Por data da morte
O século com mais mortes de chefes do executivo foi o XX, com 56 (37 na primeira metade e 19 na segunda). Segue-se o século XIX, com 20 falecimentos (4 na primeira metade e 16 na segunda); e o século XXI com 5 mortes.
23 chefes do executivo morreram durante a Monarquia Constitucional (1834–1910), 15 durante a Primeira República (1910–1926), 32 durante o período ditatorial (8 durante a Ditadura Nacional, 1928–1933; 24 durante o Estado Novo) e 12 morreram desde a revolução de 25 de abril de 1974.
A chefia do Estado que assistiu a mais mortes de chefes de governo foi a de Óscar Carmona, com 21, incluindo o próprio. Seguem-se D. Luís I (11), Francisco Craveiro Lopes (7), António José de Almeida (6), D. Maria II (4), D. Carlos I (4), Américo Tomás (4), António Ramalho Eanes (4), D. Pedro V (3), Manuel Teixeira Gomes (3), Jorge Sampaio (3), Bernardino Machado na sua primeira presidência (2), Sidónio Pais (2, incluindo o próprio) e Marcelo Rebelo de Sousa (2). Morreu apenas um chefe de governo nas presidências de Manuel de Arriaga, Bernardino Machado (2.ª presidência), Francisco da Costa Gomes, Mário Soares e Aníbal Cavaco Silva. Não morreu nenhum chefe de governo nas presidências de Teófilo Braga, João do Canto e Castro, José Mendes Cabeçadas, Manuel Gomes da Costa, António de Oliveira Salazar (interina) e António de Spínola.
Morreram mais chefes de governo na década de 1920 (15). Foram eles António Maria Baptista, Sebastião Teles, António Granjo, Artur de Campos Henriques, Francisco Ferreira do Amaral, Teófilo Braga, Francisco Fernandes Costa, João Chagas, Tomé de Barros Queirós, Álvaro de Castro, João Franco, José Relvas, Manuel Gomes da Costa, António José de Almeida e José de Castro. Desde que foi criado o primeiro cargo de chefe de governo em 1834, e excluindo a primeira década, duas décadas têm o recorde de apenas uma morte: década de 1890 (João Crisóstomo) e década de 1960 (José Mendes Cabeçadas).
O ano em que morreram mais chefes do executivo foi 1929, com os falecimentos de João Franco, José de Castro, José Relvas, António José de Almeida e Manuel Gomes da Costa. Desde o 25 de Abril, que apenas em 1980 (com as mortes de Marcello Caetano e Francisco Sá Carneiro), morreu mais do que um chefe de governo num ano.
Dois chefes de governo morreram no mesmo dia: António José de Almeida e José Relvas, que morreram no dia 31 de outubro de 1929, António José de Almeida faleceu às duas e vinte da madrugada e José Relvas faleceu por volta das vinte e duas horas e dez minutos, perfazendo uma diferença aproximadamente de vinte horas entre as duas mortes. Outros dois morreram no mesmo mês (maio de 1925): Tomé de Barros Queirós (dia 5) e João Chagas (dia 28).
A primeira morte de um presidente do Conselho de Ministros ocorreu a 26 de fevereiro de 1840, com o falecimento do marquês de Valença. Descontando esta chefia não empossada, o chefe de governo a morrer primeiro foi o barão de Sabrosa a 8 de abril de 1841. A mais recente foi a do interino Diogo Freitas do Amaral (a 3 de outubro de 2019), seguida da do primeiro-ministro efetivo Mário Soares (a 7 de janeiro de 2017).
O mês do calendário com maior número de mortes é outubro, com 11 (10, se descontarmos a chefia interina de Diogo Freitas do Amaral). O mês com menos mortes é fevereiro com apenas o marquês de Valença. Se descontarmos este chefe de governo não empossado, nenhum chefe de governo morreu em fevereiro.
O chefe de governo a morrer mais cedo no calendário foi José Norton de Matos, a 2 de janeiro (de 1955). Desconsiderando Norton de Matos, que foi presidente interino do Ministério, o primeiro a morrer no calendário foi o marquês de Sá da Bandeira, a 6 de janeiro (de 1876). Os chefes de governo com a data de morte mais tardia no calendário foram Venceslau de Lima e Domingos Oliveira, que faleceram na véspera de Natal, a 24 de dezembro (de 1919 e 1957, respetivamente).
Três chefes partilham a data da morte no dia 7 de janeiro (João Crisóstomo, José Ramos Preto e Mário Soares).

## Tempo depois do poder
O chefe do executivo que mais anos viveu após deixar o poder foi Francisco da Cunha Leal, que deixou de ser presidente do Ministério a 6 de fevereiro de 1922 e viveria até 26 de abril de 1970, período esse correspondente a 48 anos e 79 dias.
Na Monarquia Constitucional, o presidente do Conselho que mais tempo viveu após sê-lo foi António Dias de Oliveira com 45 anos e 253 dias.
Na Ditadura Militar, Nacional e Estado Novo, essa distinção cabe a José Mendes Cabeçadas, com 38 anos e 359 dias. Isto se excluído o presidente interino do Ministério Luís Maria Lopes da Fonseca, que viveu 45 anos e 43 dias após o seu período de chefia interina.
Em Democracia, o recorde pertence a Francisco Pinto Balsemão, que não é primeiro-ministro há 41 anos e 296 dias.

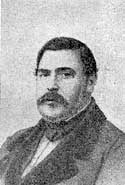
António Rodrigues Sampaio, presidente do Conselho de Ministros (1881), é o chefe de governo que menos viveu após deixar o cargo (303 dias).

O chefe de governo que viveu menos tempo após deixar o cargo, excluindo os que morreram no desempenho das suas funções, foi António Rodrigues Sampaio, que viveu apenas 303 dias após deixar de ser presidente do Conselho de Ministros a 14 de de novembro de 1881. Reduzindo o âmbito aos presidentes do Ministério durante a Primeira República, o que viveu menos tempo após deixar o cargo foi Joaquim Pimenta de Castro, com 2 anos e 364 dias. Na Ditadura, este recorde cabe a António de Oliveira Salazar, que morreu 1 ano e 303 dias depois de deixar de ser presidente do Conselho. Já após o 25 de Abril, Carlos Alberto da Mota Pinto foi quem viveu menos tempo depois de deixar de ser primeiro-ministro, com 5 anos e 279 dias passados.

## Número de chefes de governo vivos

### Nenhum
Depois do duque de Palmela, com a criação do cargo de chefe de governo, houve outros dois chefes de governo que estiveram em funções sem haver qualquer outro ex-chefe de governo vivo:
- José Luciano de Castro, desde a morte de António Bernardo da Costa Cabral a 1 de setembro de 1889 até o fim do seu mandato
- Marcello Caetano, desde a morte de António de Oliveira Salazar a 27 de julho de 1970 e a Revolução de 25 de Abril de 1974 (se se desconsiderar o presidente interino do Ministério Luís Maria Lopes da Fonseca)

Na Primeira República, o período em que estavam vivos menos chefes de governo ocorreu durante o Governo Provisório liderado por Teófilo Braga, em que 8 ex-chefes de governo estavam vivos: José Luciano de Castro, João Franco, Francisco Ferreira do Amaral, Artur de Campos Henriques, Sebastião Teles, Venceslau de Lima, Francisco da Veiga Beirão e António Teixeira de Sousa, todos eles ex-presidentes do Conselho de Ministros da Monarquia.
Após o 25 de Abril, o momento em que menos ex-chefes de governo estavam vivos foi desde a Revolução até ao fim do mandato de Adelino da Palma Carlos, no qual estavam vivos apenas Marcello Caetano e Luís Maria Lopes da Fonseca (que serviu apenas interinamente). Após a morte de Luís Maria Lopes da Fonseca a 8 de dezembro de 1974, e até ao final do mandato de Vasco Gonçalves, estavam vivos novamente apenas dois ex-chefes de governo: o ex-presidente do Conselho Marcello Caetano e o ex-primeiro-ministro Adelino da Palma Carlos.

### Mais

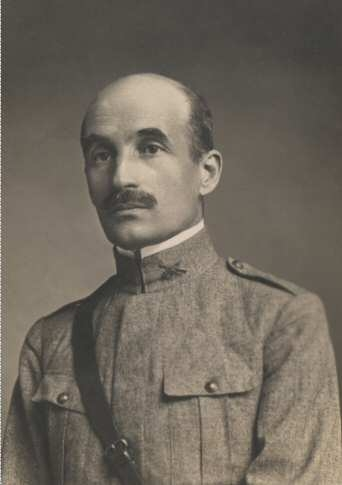
Durante a governação de José Vicente de Freitas, presidente do Ministério (1928–1929), estavam vivos um recorde de 28 ex-chefes de governo.

O maior número de ex-chefes de governo vivos ocorreu durante 2 meses e 11 dias no decurso do mandato de José Vicente de Freitas. Entre a sua tomada de posse a 18 de abril de 1928 e a morte de Álvaro de Castro a 29 de junho do mesmo ano estavam vivos 26 ex-chefes de governo (João Franco, Augusto de Vasconcelos, Duarte Leite, Afonso Costa, Bernardino Machado, Vítor Hugo de Azevedo Coutinho, José de Castro, António José de Almeida, João Tamagnini Barbosa, José Relvas, Domingos Pereira, Alfredo de Sá Cardoso, José Ramos Preto, António Maria da Silva, Álvaro de Castro, Liberato Pinto, Manuel Maria Coelho, Carlos Maia Pinto, Francisco da Cunha Leal, António Ginestal Machado, Alfredo Rodrigues Gaspar, José Domingues dos Santos, Vitorino Guimarães, José Mendes Cabeçadas, Manuel Gomes da Costa e Óscar Carmona) e 2 ex-chefes de governo interinos (José Norton de Matos e João do Canto e Castro).
Durante a Monarquia Constitucional, o período com mais ex-presidentes do Conselho de Ministros vivos ocorreu durante o governo de António Bernardo da Costa Cabral, entre a sua tomada de posse a 18 de junho de 1849 e a morte do conde de Lumiares a 24 de outubro do mesmo ano. Nesse período estavam vivos 10 ex-presidentes do Conselho: o duque de Palmela, o conde de Linhares, o duque de Saldanha, José Jorge Loureiro, o duque da Terceira, o conde de Lumiares, o marquês de Sá da Bandeira, António Dias de Oliveira, o conde do Bonfim e Joaquim António de Aguiar. Considerando a chefia do governo não empossada do marquês de Valença, então o período entre a tomada de posse do conde do Bonfim a 26 de novembro de 1839 e a morte do marquês Valença a 26 de fevereiro de 1840 teve também 10 ex-chefes de governo (o duque de Palmela, o conde de Linhares, o duque de Saldanha, José Jorge Loureiro, o duque da Terceira, o conde de Lumiares, o marquês de Valença, o marquês de Sá da Bandeira, António Dias de Oliveira e o barão de Sabrosa).
Durante a Primeira República, o período com mais ex-chefes de governo sucedeu durante a presidência do Ministério de Vitorino Guimarães, entre a tomada de posse do mesmo a 15 de fevereiro de 1925 e a morte de Tomé de Barros Queirós a 5 de maio do mesmo ano. Nesse período estavam vivos 24 ex-chefes de governo (João Franco, João Chagas, Augusto de Vasconcelos, Duarte Leite, Afonso Costa, Bernardino Machado, Vítor Hugo de Azevedo Coutinho, José de Castro, António José de Almeida, João Tamagnini Barbosa, José Relvas, Domingos Pereira, Alfredo de Sá Cardoso, José Ramos Preto, António Maria da Silva, Álvaro de Castro, Liberato Pinto, Tomé de Barros Queirós, Manuel Maria Coelho, Carlos Maia Pinto, Francisco da Cunha Leal, António Ginestal Machado, Alfredo Rodrigues Gaspar e José Domingues dos Santos), um ex-chefe de governo não empossado (Francisco Fernandes Costa) e 2 ex-chefes de governo interinos (José Norton de Matos e João do Canto e Castro).
Já durante a vigência do atual regime democrático, os períodos com mais ex-chefes de governo vivos ocorreram após a tomada de posse do primeiro-ministro Francisco Sá Carneiro a 3 de janeiro de 1980 e a morte do ex-presidente do Conselho Marcello Caetano a 26 de outubro do mesmo ano (8 ex-chefes de governo: Marcello Caetano, Adelino da Palma Carlos, Vasco Gonçalves, José Pinheiro de Azevedo, Mário Soares, Alfredo Nobre da Costa, Carlos Alberto da Mota Pinto e Maria de Lourdes Pintasilgo; e 1 ex-primeiro-ministro interino: Vasco Almeida e Costa); e após a tomada de posse do primeiro-ministro António Costa a 26 de novembro de 2015 até à morte de Mário Soares a 7 de janeiro de 2017 (8 ex-chefes de governo: Mário Soares, Francisco Pinto Balsemão, Aníbal Cavaco Silva, António Guterres, José Manuel Durão Barroso, Pedro Santana Lopes, José Sócrates e Pedro Passos Coelho; e 1 ex-chefe de governo interino: Diogo Freitas do Amaral). Se se considerar os primeiros-ministros interinos existem dois outros períodos com um total de 9 ex-chefes de governo vivos: entre a tomada de posse de Francisco Pinto Balsemão a 9 de janeiro de 1981 e a morte de José Pinheiro de Azevedo (estavam vivos os ex-primeiros-ministros Adelino da Palma Carlos, Vasco Gonçalves, José Pinheiro de Azevedo, Mário Soares, Alfredo Nobre da Costa, Carlos Alberto da Mota Pinto e Maria de Lourdes Pintasilgo, e os ex-primeiros-ministros interinos Vasco Almeida e Costa e Diogo Freitas do Amaral) e entre a tomada de posse de José Sócrates a 12 de março de 2005 e a morte de Vasco Gonçalves a 11 de junho do mesmo ano (estavam vivos os ex-primeiros-ministros Vasco Gonçalves, Mário Soares, Francisco Pinto Balsemão, Aníbal Cavaco Silva, António Guterres, José Manuel Durão Barroso e Pedro Santana Lopes, e os ex-primeiros-ministros interinos Vasco Almeida e Costa e Diogo Freitas do Amaral).
A 1 de abril de 2025, para além do primeiro-ministro Luís Montenegro, estão novamente vivos 8 ex-primeiros-ministros: Francisco Pinto Balsemão (1981–1983), Aníbal Cavaco Silva (1985–1995), António Guterres (1995–2002), José Manuel Durão Barroso (2002–2004), Pedro Santana Lopes (2004–2005), José Sócrates (2005–2011), Pedro Passos Coelho (2011–2015) e António Costa (2015–2024), igualando assim o recorde em Democracia.

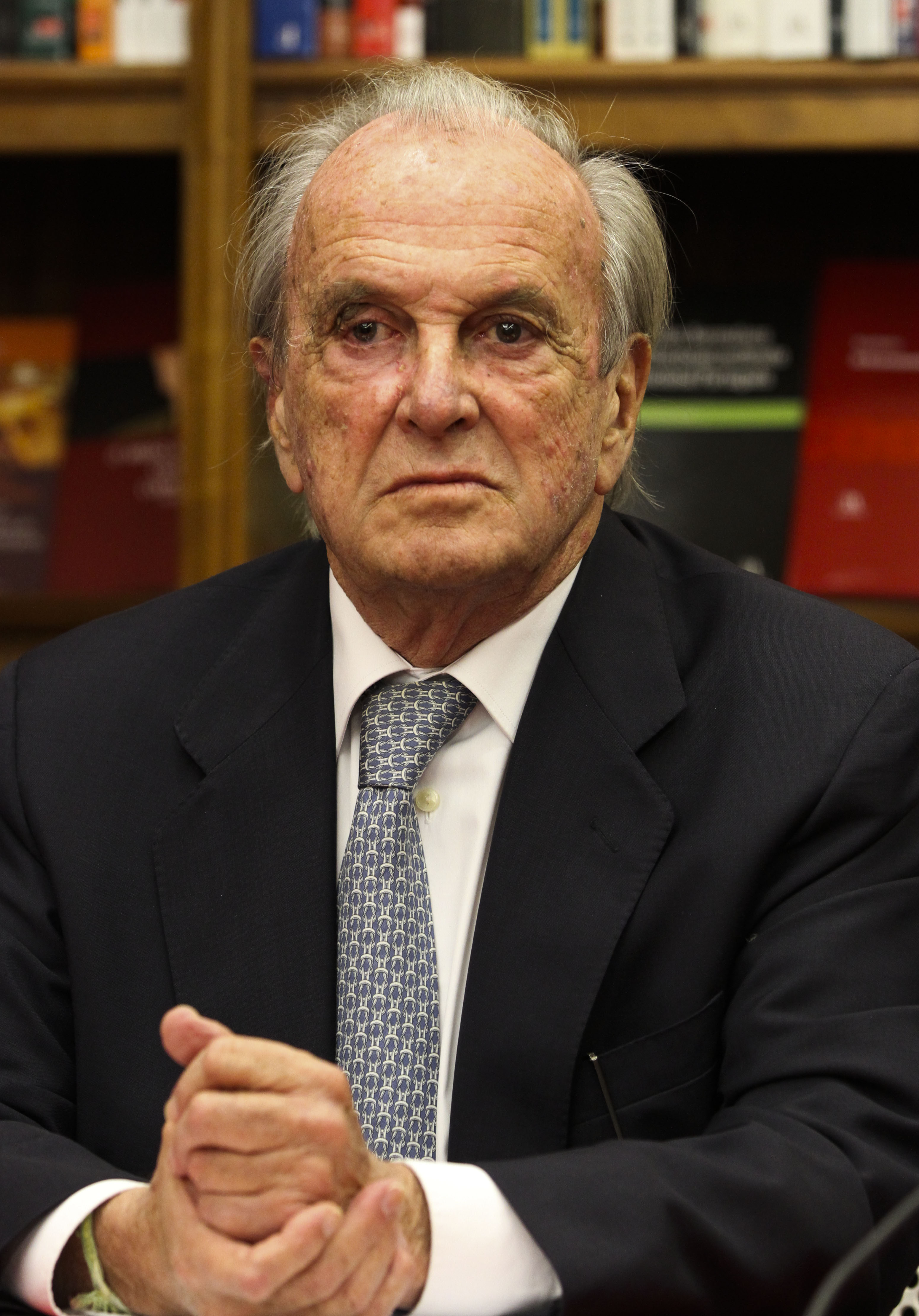
Pinto Balsemão
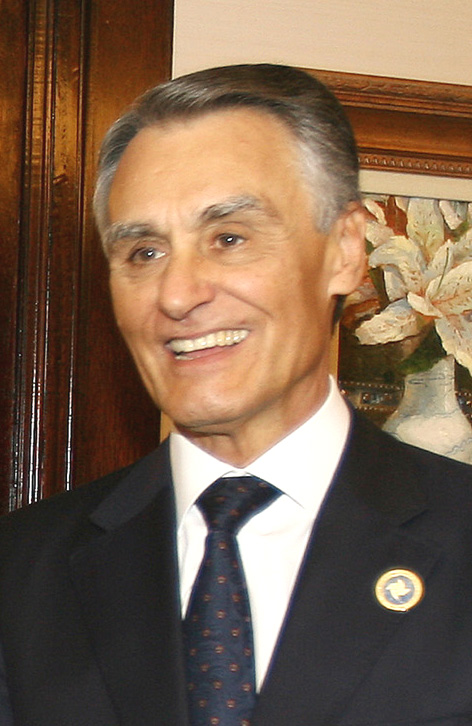
Cavaco Silva
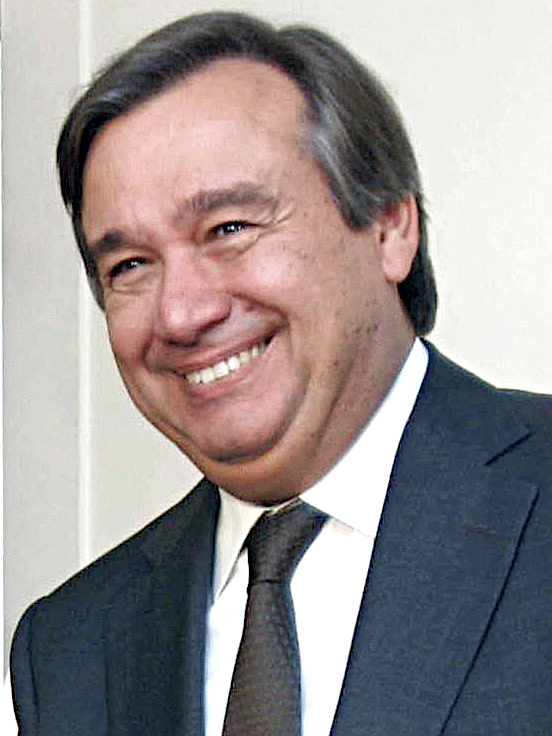
António Guterres
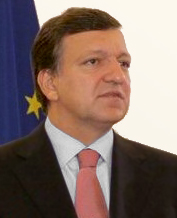
Durão Barroso
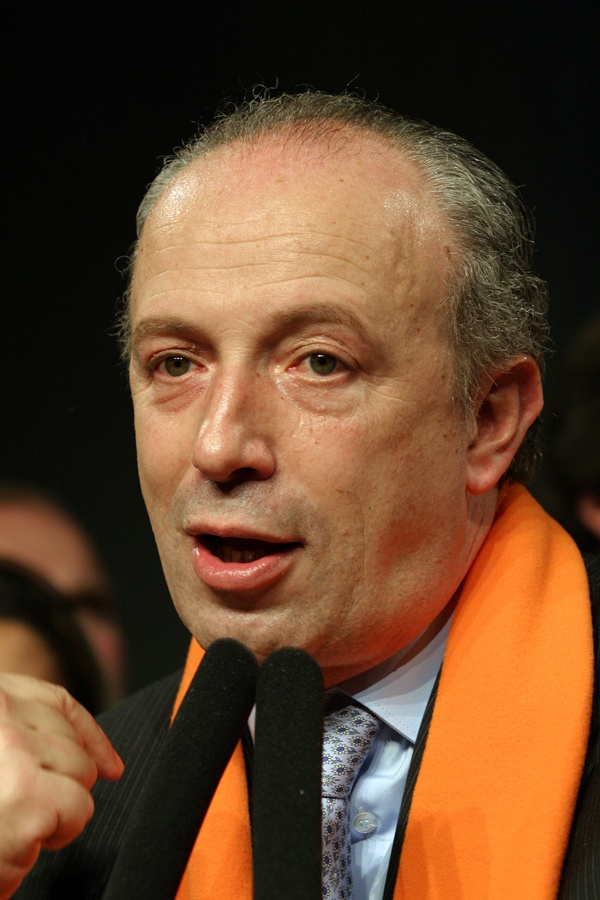
Santana Lopes
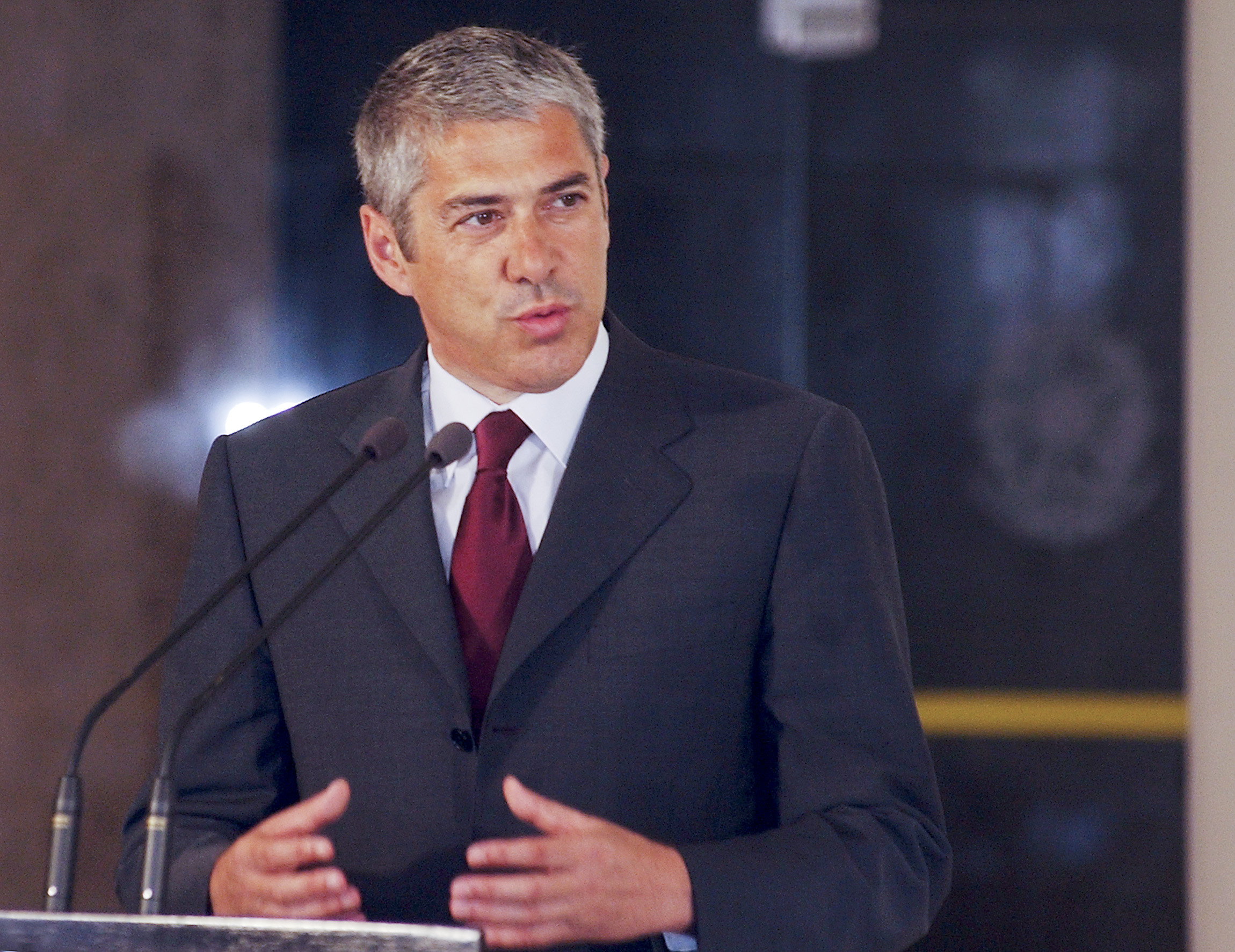
José Sócrates
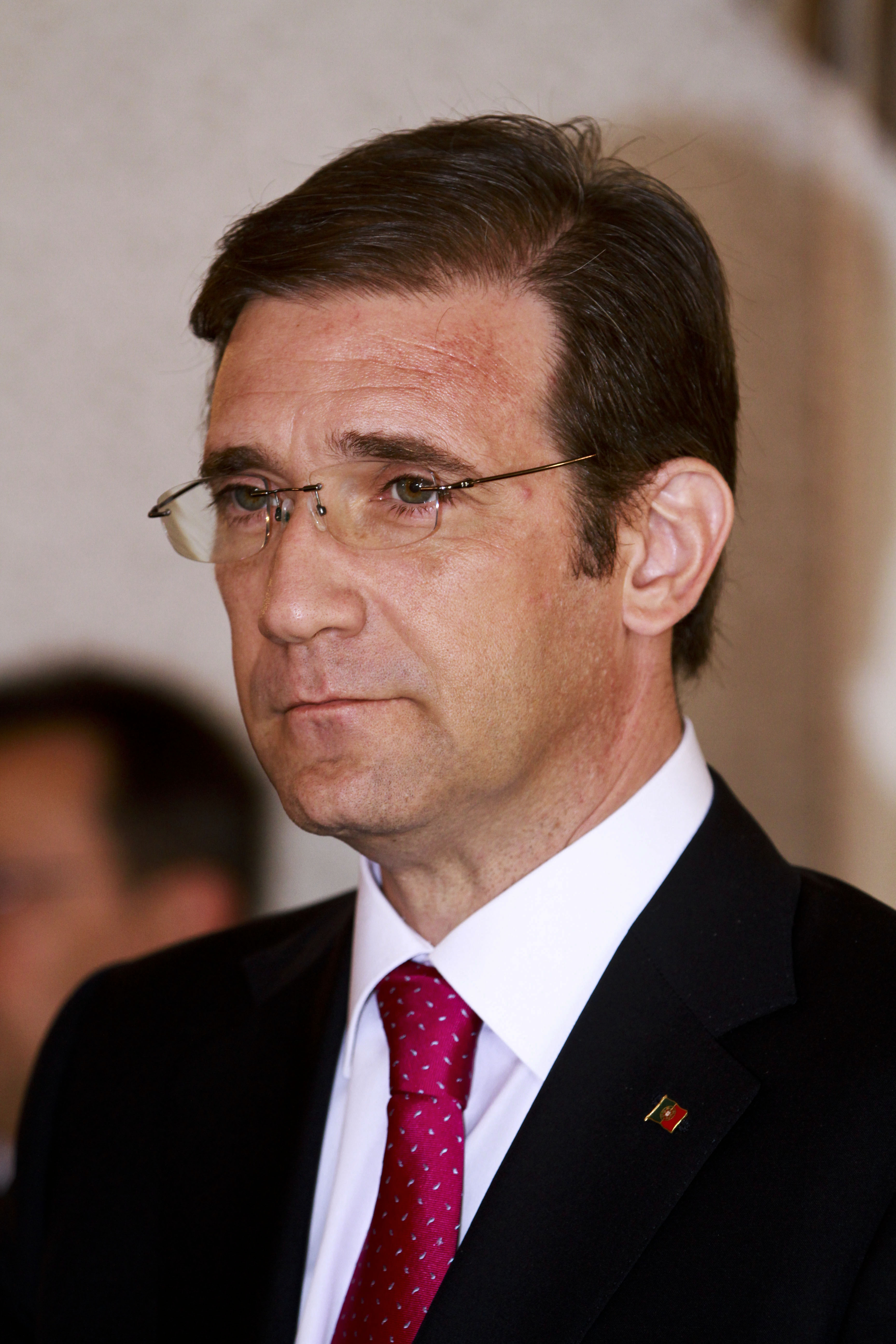
Passos Coelho
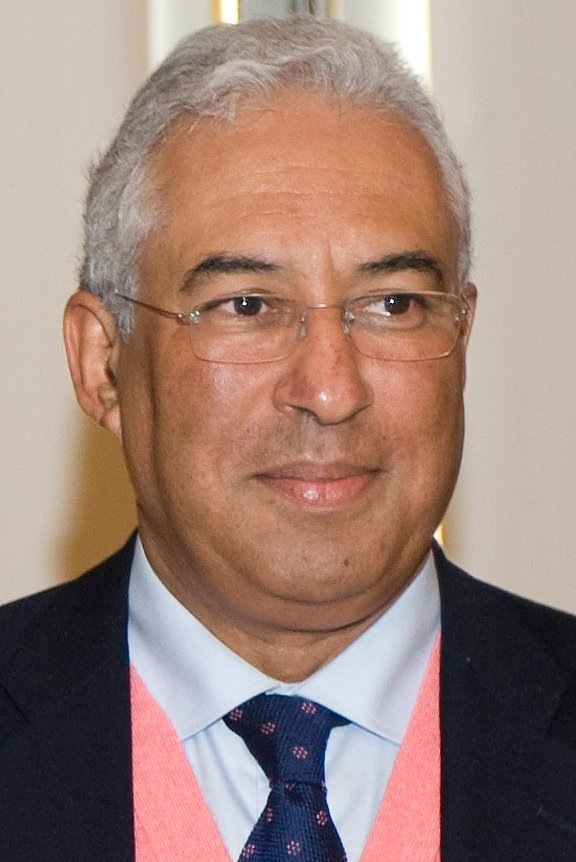
António Costa

### Número de ex e futuros chefes de governo vivos

#### Mais
Contando todos os chefes de governo (ex, em exercício e futuros) vivos no mesmo período, o recorde de espaço de tempo com mais personalidades vivas pertence ao período entre o nascimento de António de Oliveira Salazar a 28 de abril de 1889 e a morte de António Bernardo da Costa Cabral, marquês de Tomar a 1 de setembro do mesmo ano. Neste período estavam vivos 53 chefes de governo (49, se descontados os interinos José Norton de Matos, João do Canto e Castro e Luís Maria Lopes da Fonseca, e o não empossado Francisco Fernandes Costa).
Antes da criação do cargo a 24 de setembro de 1834, o período com mais futuros chefes de governo vivos foi entre o nascimento de António Serpa a 20 de novembro de 1825 e a referida data. Estavam vivos 20 futuros chefes de governo (19 se excluído o não empossado marquês de Valença).
Durante a Primeira República, o período com mais chefes de governo vivos ocorreu entre a revolução do 5 de outubro de 1910 e a morte de José Luciano de Castro a 9 de março de 1914, em que estavam vivos 49 chefes de governo (45 se excluídos os interinos Norton de Matos, Canto e Castro e Lopes da Fonseca, e o não empossado Fernandes Costa).
Na Ditadura, esse período corresponde ao espaço de tempo entre a revolução do 28 de maio de 1926 e a morte de Álvaro de Castro a 29 de junho de 1928. Estavam vivos 39 chefes de governo (36, excluindo os interinos Norton de Matos, Canto e Castro e Lopes da Fonseca).
Em Democracia, o recorde de mais chefes de governo vivos ocorreu entre o 25 de abril de 1974 e a morte de Lopes da Fonseca, período em que estavam vivos 20 chefes de governo. Excluindo os interinos Lopes da Fonseca, Vasco Almeida e Costa e Diogo Freitas do Amaral, o número diminui para 17, mas o período alarga-se do 25 de abril de 1974 até à morte de Marcello Caetano a 26 de outubro de 1980.

#### Menos
O período com menos chefes de governo vivos ocorreu entre o nascimento do marquês de Valença a 20 de maio de 1780 e o nascimento do duque de Palmela a 8 de maio de 1781, em que estava vivo apenas o marquês de Valença. Excluindo esta chefia não empossada, o recorde recai no espaço de tempo entre o nascimento do duque de Palmela e o nascimento do conde do Bonfim, a 23 de fevereiro de 1787.
Excluindo o período em que o cargo de chefe de governo ainda não havia sido criado, o momento entre a morte de Diogo Freitas do Amaral em 2019 e a atualidade é o período com menos chefes de governo vivos: 9.
Na Monarquia Constitucional, estavam vivos menos presidentes do Conselho de Ministros entre a criação do cargo a 24 de setembro de 1834 e o nascimento de José Luciano de Castro a 14 de dezembro do mesmo ano. Nesse período estavam vivos 20 chefes de governo (19 se excluída a chefia não empossada do marquês de Valença).
Na Primeira República, o espaço de tempo com menos chefes de governo vivos ocorreu entre a morte de Tomé de Barros Queirós a 5 de maio de 1926 e o golpe do 28 de maio do mesmo ano, em que estavam vivos 39 chefes de governo (36 excluídas as chefias interinas). 
Na Ditadura, estavam vivos menos chefes de governo entre a morte de António de Oliveira Salazar a 27 de julho de 1970 e o 25 de abril de 1974. Estavam vivos 19 chefes de governo (16 se excluídas as chefias interinas de Lopes da Fonseca, Almeida e Costa e Freitas do Amaral).

## Mortes em funções
Morreram no cargo 5 chefes de governo:
- o duque da Terceira, a 24 de abril de 1860, de pneumonia
- Sidónio Pais, assassinado a 14 de dezembro de 1918
- António Maria Baptista, a 6 de junho de 1920, de apoplexia
- António Granjo, assassinado a 20 de outubro de 1921, estando demissionário e havendo já um presidente do Ministério nomeado (Manuel Maria Coelho)
- Francisco Sá Carneiro, a 4 de dezembro de 1980, de acidente de aviação

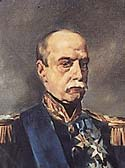
Duque da Terceira
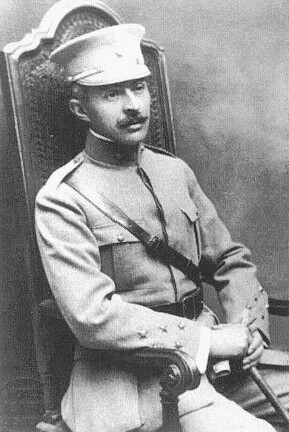
Sidónio Pais
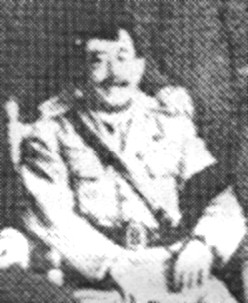
António Maria Baptista
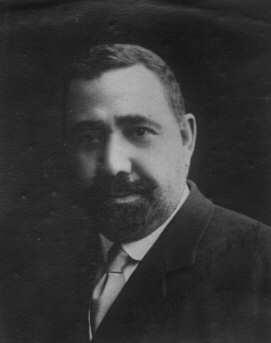
António Granjo
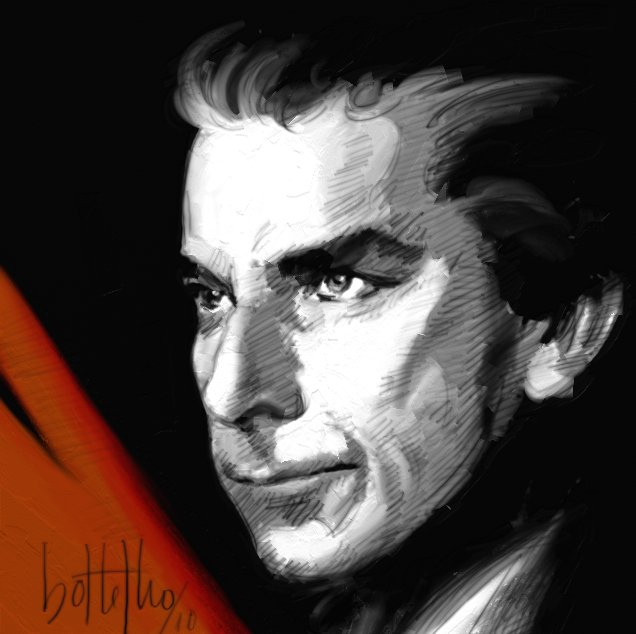
Sá Carneiro

## Chefia do Estado

### Presidência da República

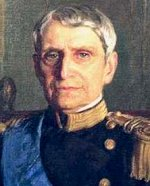
Retrato oficial do presidente da República Canto e Castro.

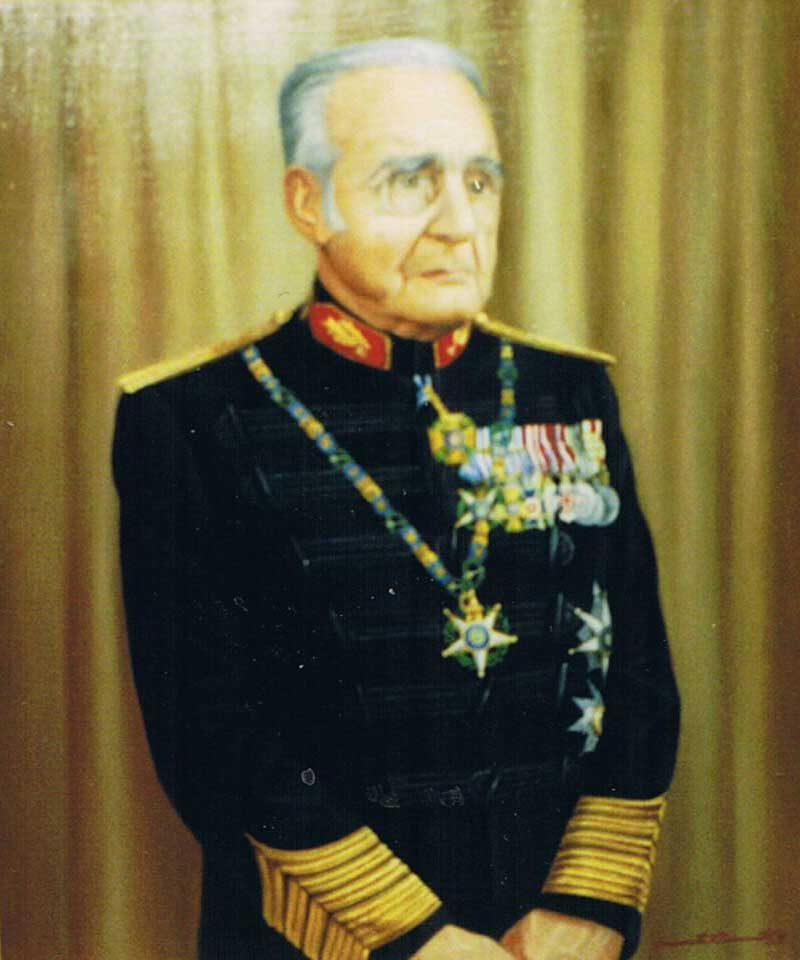
Retrato oficial do presidente da República António de Spínola.

ver: Lista de presidentes da República Portuguesa
Até ao momento, 11 chefes de governo foram mais tarde (ou cumulativamente com a chefia do executivo) presidentes da República, ou serviram como chefes de Estado oficialmente com as prerrogativas de presidente da República, sendo hoje considerados presidentes da República de facto:
- Teófilo Braga, de 29 de maio a 5 de outubro de 1915
- Bernardino Machado, de 5 de outubro de 1915 a 12 de dezembro de 1917, e novamente de 11 de dezembro de 1925 a 31 de maio de 1926 (com uma passagem pela chefia do governo pelo meio)
- Sidónio Pais, de 22 de dezembro de 1917 a 14 de dezembro de 1918, acumulando com a chefia do governo
- João do Canto e Castro, de 16 de dezembro de 1918 a 5 de outubro de 1919, até 23 de dezembro de 1918 acumulando interinamente a chefia do governo
- António José de Almeida, de 5 de outubro de 1919 a 6 de outubro de 1923
- José Mendes Cabeçadas, de 31 de maio a 17 de junho de 1926,  presidente do Ministério com atribuição das prerrogativas da chefia do Estado
- Manuel Gomes da Costa, de 29 de junho a 9 de julho de 1926, presidente do Ministério com atribuição das prerrogativas da chefia do Estado
- Óscar Carmona, de 29 de novembro de 1926 a 18 de abril de 1951, acumulando com a chefia do governo até 18 de abril de 1928
- António de Oliveira Salazar, interino, de 15 a 26 de abril de 1935 e, interino, de 18 de abril a 9 de agosto de 1951, acumulando com a chefia do governo
- Mário Soares, de 9 de março de 1986 a 9 de março de 1996
- Aníbal Cavaco Silva, de 9 de março de 2006 a 9 de março de 2016

Apenas 9 presidentes da República nunca foram chefes de governo:
- Manuel de Arriaga,
- Manuel Teixeira Gomes,
- Francisco Craveiro Lopes,
- Américo Tomás,
- António de Spínola (se bem que foi presidente da Junta de Salvação Nacional, que serviu como chefe de governo entre 25 de abril e 15 de maio de 1974),
- Francisco da Costa Gomes,
- António Ramalho Eanes,
- Jorge Sampaio e
- Marcelo Rebelo de Sousa.

### Chefia provisória do Estado
Adicionalmente houve outros períodos em que o chefe de governo chefiou provisoriamente o Estado:
- Teófilo Braga, de 5 de outubro de 1910 a 24 de agosto de 1911, enquanto presidente do Governo Provisório;
- 15.º governo republicano, chefiado por Sidónio Pais e composto por este, António Machado Santos, Alberto de Moura Pinto, António dos Santos Viegas, António Aresta Branco, Francisco Xavier Esteves, João Tamagnini Barbosa, Alfredo Magalhães e Feliciano da Costa, de 12 a 27 de dezembro de 1917, entre a destituição de Bernardino Machado e a atribuição provisória das prerrogativas de presidente da República ao seu presidente;
- Totalidade do 16.º governo republicano, composto por António Bernardino Ferreira, Jorge Couceiro da Costa, João Tamagnini Barbosa, Álvaro de Mendonça, João do Canto e Castro, António Egas Moniz, João Alberto Azevedo Neves, Alexandre de Vasconcelos e Sá, Alfredo Magalhães, Henrique de Forbes de Bessa, José João da Cruz Azevedo e Eduardo Fernandes de Oliveira, de 14 a 15 de dezembro de 1918, entre o assassinato de Sidónio Pais e a eleição interna de João do Canto e Castro como presidente interino do Ministério;
- 16.º governo republicano, chefiado interinamente por João do Canto e Castro, entre 15 e 16 de dezembro de 1918, entre a eleição deste para presidente interino do Ministério e a eleição do mesmo como presidente da República;
- 2.º governo da Ditadura, chefiado por Manuel Gomes da Costa e composto por si e António Claro a partir de de 17 de junho de 1926, e também Filomeno da Câmara, Artur Ricardo Jorge e Armando da Gama Ochôa (desde 18 de junho), até 29 de junho de 1926, entre a exoneração de Mendes Cabeçadas e a atribuição provisória das prerrogativas de presidente da República a Gomes da Costa;
- 3.º governo da Ditadura, chefiado por Óscar Carmona e composto por si, Manuel Rodrigues, João Sinel de Cordes, Jaime Afreixo, António Bettencourt Rodrigues, Artur Ricardo Jorge (até 22 de novembro), Abílio Passos e Sousa, João Belo, todos desde 9 de julho de 1926, José Ribeiro Castanho (desde 12 de julho) e Alfredo Magalhães (desde 22 de novembro), e até 29 de novembro de 1926, entre a exoneração de Gomes da Costa e a nomeação de Óscar Carmona como presidente interino da República;
- Junta de Salvação Nacional, composta por António de Spínola (presidente), Francisco da Costa Gomes, Jaime Silvério Marques, Diogo Neto, Carlos Galvão de Melo, José Pinheiro de Azevedo e António Rosa Coutinho, de 25 de abril a 15 de maio de 1974, entre a Revolução de 25 de abril de 1974 e eleição de António de Spínola como presidente da República.

## Interinos, não empossados e coletivos
Portugal teve ao todo 22 chefias de governo que poderão ser discutíveis: três delas não chegaram a tomar posse, 12 foram chefias interinas (três das quais por morte do antecessor) e sete foram detidas por órgãos coletivos (dois por governos no seu todo por morte ou demissão do antecessor e cinco por juntas resultantes de golpes militares):
- A totalidade do 1.º governo do Devorismo, composto por José da Silva Carvalho, Agostinho José Freire, pelo conde de Vila Real, Manuel Duarte Leitão e pelo conde de Linhares, entre 28 de abril e 4 de maio de 1835, após a saída do presidente do Conselho duque de Palmela e até à nomeação do conde de Linhares como presidente do Conselho de Ministros;
- O marquês de Valença, entre 4 e 5 de novembro de 1836, no chamado Gabinete dos Mortos que não chegou a tomar posse;
- A Junta Provisória de Governo, composta por António Bernardo da Costa Cabral, pelo barão da Ponte de Santa Maria, Marcelino Máximo de Azevedo e Melo e António Pereira dos Reis, entre 8 e 9 de fevereiro de 1842, após a exoneração do duque de Palmela (no seu segundo período no governo) e a tomada de posse do governo liderado pelo duque da Terceira (o seu segundo período no governo);
- A totalidade do 3.º governo da Regeneração, composto por António Maria de Fontes Pereira de Melo, João Martens Ferrão, José Maria do Casal Ribeiro e António Serpa, interinamente por morte do presidente do Conselho de Ministros duque da Terceira, entre 26 de abril e 1 de maio de 1860;
- O marquês de Sá da Bandeira, presidente do Conselho de Ministros interino em substituição do ausente duque de Loulé, entre 12 de setembro e 6 de outubro de 1862;
- Augusto de Vasconcelos, presidente do Ministério interino em substituição de Duarte Leite, entre 23 e 30 de setembro de 1912;
- a Junta Constitucional de 1915, composta por José Norton de Matos, António Maria da Silva, José de Freitas Ribeiro, Alfredo de Sá Cardoso e Álvaro de Castro, entre 14 e 15 de maio de 1915, entre a demissão de Joaquim Pimenta de Castro e a nomeação de João Chagas
- João Chagas, presidente do Ministério nomeado a 15 de maio de 1915, substituído interinamente por José de Castro a 17 de maio, e exonerado sem ter chegado a tomar posse a 29 de maio do mesmo ano;
- José de Castro, presidente do Ministério interino em substituição de João Chagas, entre 17 de maio e 29 de maio de 1915, e entre 29 de maio e 19 de junho do mesmo ano até à exoneração da totalidade do governo e formação de um novo por si liderado;
- Afonso Costa, presidente do Ministério interino em substituição de António José de Almeida, entre 4 de setembro e 5 de outubro de 1916;
- José Norton de Matos, presidente do Ministério interino em substituição de Afonso Costa, entre 7 e 25 de outubro de 1917;
- José Norton de Matos (2.ª vez), presidente do Ministério interino em substituição de Afonso Costa, entre 19 de novembro e 8 de dezembro de 1917;
- Junta Revolucionária de 1917, composta por Sidónio Pais (presidente), António Machado Santos (vogal) e Feliciano da Costa (vogal), entre a exoneração do 14.º governo republicano (de Afonso Costa, na altura chefiado interinamente por José Norton de Matos) e a nomeação do 15.º governo republicano liderado por Sidónio Pais, entre 8 e 11 de dezembro de 1917;
- A totalidade do 16.º governo republicano, composto por António Bernardino Ferreira, Jorge Couceiro da Costa, João Tamagnini Barbosa, Álvaro de Mendonça, João do Canto e Castro, António Egas Moniz, João Alberto Azevedo Neves, Alexandre Vasconcelos e Sá, Alfredo Magalhães, Henrique de Forbes Bessa, José João da Cruz Azevedo e Eduardo Fernandes de Oliveira, interinamente entre a morte do seu presidente Sidónio Pais (14 de dezembro de 1918) e a eleição interna de João do Canto e Castro para presidir interinamente o Ministério (15 de dezembro de 1918);
- João do Canto e Castro, presidente do Ministério interino entre 15 e 23 de dezembro de 1918, acumulando com as funções de presidente da República a partir de 16 de dezembro;
- Francisco Fernandes Costa, a 15 de janeiro de 1920, no chamado Governo dos 5 Minutos, que não chegou a tomar posse;
- José Ramos Preto, presidente do Ministério interino por algumas horas, a 6 de junho de 1920, por morte de António Maria Baptista, sendo no mesmo dia nomeado presidente do Ministério efetivo;
- A Junta de Salvação Pública, composta por José Mendes Cabeçadas (presidente), Armando da Gama Ochôa, Jaime Baptista e Carlos Vilhena, entre 29 e 30 de maio de 1926, entre a demissão do 45.º governo republicano de António Maria da Silva e a nomeação de Mendes Cabeçadas como presidente do Ministério;
- Luís Maria Lopes da Fonseca, presidente do Ministério interino, em substituição de Artur Ivens Ferraz, entre 16 e 26 de outubro de 1929;
- Junta de Salvação Nacional, composta por António de Spínola (presidente), Francisco da Costa Gomes, Jaime Silvério Marques, Diogo Neto, Carlos Galvão de Melo, José Pinheiro de Azevedo e António Rosa Coutinho, interinamente entre a Revolução do 25 de Abril de 1974 e a tomada de posse do primeiro-ministro Adelino da Palma Carlos a 16 de maio de 1974;
- Vasco Almeida e Costa, primeiro-ministro interino em substituição de José Pinheiro de Azevedo, entre 23 de junho  e 23 de julho de 1976;
- Diogo Freitas do Amaral, vice-primeiro-ministro com a chefia interina do Governo por morte do primeiro-ministro Francisco Sá Carneiro, entre 4 de dezembro de 1980 e 9 de janeiro de 1981.

O chefe de governo interino com mais tempo no cargo foi Diogo Freitas do Amaral com 36 dias. José Norton de Matos tem o maior período de chefia interina se somados os seus dois períodos distintos de 18 e 19 dias, para um total de 37 dias. Na Primeira República, excetuando esta situação, José de Castro, com 33 dias, será o maior período. Se reduzirmos o âmbito a chefias interinas em substituição de um chefe de governo que permanece em funções, o maior período contínuo cabe a Afonso Costa, com 31 dias. Vasco Almeida e Costa, com 30 dias, tem o maior período em Democracia quando contabilizadas apenas as chefias interinas por substituição de um chefe de governo em funções. Na Ditadura, o recorde é de Luís Maria Lopes da Fonseca, com 10 dias, e na Monarquia é do marquês de Sá da Bandeira, com 24 dias.
O órgão coletivo com mais tempo na chefia do governo foi a Junta de Salvação Nacional, com 21 dias.
Ao todo, 21 personalidades que nunca foram chefes de governo individualmente, pertenceram a órgãos coletivos que na sua totalidade detiveram o poder executivo. Todos os órgãos coletivos, continham entre os seus membros pelo menos um futuro chefe de governo.
O chefe do executivo não empossado mais tempo de jure em funções foi João Chagas, na sua segunda experiência governativa, com 14 dias. O chefe de governo a nunca ter sido empossado (já que João Chagas o foi, na sua primeira vez no governo) foi o do marquês de Valença, por um dia, já que o período entre a nomeação e a exoneração de Francisco Fernandes Costa não chega a ser de mais do que umas horas.

## Vice-chefes de governo
Por nove vezes os chefes de governo portugueses tiveram, em posição hierarquicamente inferior, um vice-chefe de governo que serviu como superior em relação aos outros elementos do governo. Foram eles:
- Abílio Passos e Sousa, vice-presidente do Ministério de Óscar Carmona, entre 11 e 26 de agosto de 1927;
- José Teixeira Ribeiro e António Arnao Metello, vice-primeiros-ministros de Vasco Gonçalves, entre 8 de agosto e 19 de setembro de 1975;
- Manuel Jacinto Nunes, vice-primeiro-ministro para os Assuntos Económicos e Integração Europeia de Carlos Alberto da Mota Pinto, entre 22 de novembro de 1978 e 2 de agosto de 1979;
- Diogo Freitas do Amaral, vice-primeiro-ministro de Francisco Sá Carneiro, entre 3 de janeiro e 4 de dezembro de 1980, acumulando com a posição de primeiro-ministro interino entre 4 de dezembro de 1980 e 8 de janeiro de 1981;
- Diogo Freitas do Amaral, vice-primeiro-ministro de Francisco Pinto Balsemão, entre 4 de setembro de 1981 e 9 de junho de 1983;
- Carlos Alberto da Mota Pinto, vice-primeiro-ministro de Mário Soares, no governo do Bloco Central, entre 9 de junho de 1983 e 15 de fevereiro de 1985;
- Rui Machete, vice-primeiro-ministro de Mário Soares, no governo do Bloco Central, entre 15 de fevereiro e 6 de novembro de 1985;
- Eurico de Melo, vice-primeiro-ministro de Aníbal Cavaco Silva, entre 17 de agosto de 1987 e 5 de janeiro de 1990;
- Paulo Portas, vice-primeiro-ministro de Pedro Passos Coelho, entre 24 de julho de 2013 e 26 de novembro de 2015.

## Por local de nascimento

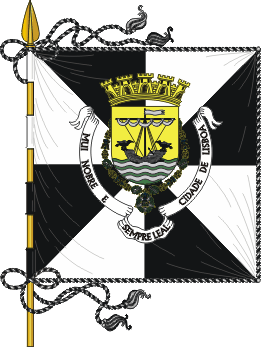
Lisboa é a cidade, concelho e distrito onde mais chefes de governo nasceram.

Das 90 personalidades que ocuparam a chefia do executivo, 29 nasceram no distrito de Lisboa (28, no concelho, 1 no atual concelho de Lisboa mas na altura no de Santa Maria de Belém) e 11 no distrito do Porto (7 das quais no concelho).
A distribuição pelos restantes distritos nacionais faz-se da seguinte forma: Coimbra e Guarda (6), Faro e Vila Real (4), Castelo Branco, Santarém e Viana do Castelo (3), Aveiro e Braga (2) e Beja, Leiria, Portalegre e Viseu (1). Até ao momento Portugal não teve qualquer chefe de governo proveniente dos distritos de Bragança, Évora ou Setúbal.
Nos Açores nasceram 3 chefes de governo (duque de Ávila, Ernesto Hintze Ribeiro e Teófilo Braga) e na Madeira nasceram 2 (Alfredo Rodrigues Gaspar e José Vicente de Freitas).
No Império Colonial Português nasceram 4 chefes de governo: o marquês de Valença na colónia do Brasil, Vítor Hugo de Azevedo Coutinho e João Tamagnini Barbosa na colónia de Macau e José Pinheiro de Azevedo na colónia de Angola.
Outros 4 nasceram em países estrangeiros: o duque de Palmela e o conde de Linhares em Turim, Reino da Sardenha e Bernardino Machado e João Chagas no Rio de Janeiro, Império do Brasil.
Os chefes de governo portugueses a nascer mais a Norte no globo foram o duque de Palmela e o Conde de Linhares, ambos nascidos em Turim (45° 04′ N). Os que nasceram mais a Sul foram João Chagas e Bernardino Machado, os dois nascidos no Rio de Janeiro (22° 54′ S). Estes últimos detêm ainda o recorde dos nascimentos mais a Oeste, já que o Rio de Janeiro se situa nos 43° 12′ O. O recorde de nascimento mais a Leste é também partilhado pelos dois chefes de governo que nasceram na (há altura) colónia de Macau (113° 33′ E), Vítor Hugo de Azevedo Coutinho e João Tamagnini Barbosa.
Restringindo os recordes aos nascidos em território português, quem nasceu mais a Sul e Oeste foi o marquês de Valença, nascido em Salvador da Baía (12° 58′ S 38° 30′ O), na colónia portuguesa do Brasil. Não tendo o marquês de Valença sido empossado, ignorando esta chefia, o recorde de nascimento mais a Sul será de José Pinheiro de Azevedo, nascido em Luanda (8° 50′ S), na colónia de Angola. Já o recorde de nascimento mais a Oeste passa a ser do duque de Ávila, que nasceu na Horta (28° 38′ O), nos Açores. O recorde de nascimento mais a Norte cabe a Joaquim Pimenta de Castro, que nasceu na freguesia de Pias (42° 01′ N), Monção, no distrito de Viana do Castelo. O recorde a Leste permanece inalterado, já que Macau era uma colónia portuguesa ao tempo do nascimento quer de Azevedo Coutinho, quer de Tamagnini Barbosa.
Se alterarmos o âmbito para apenas o território português atual, o recorde a Norte mantém-se inalterado. Já o recorde a Sul fica de Alfredo Rodrigues Gaspar, nascido no Funchal (32° 39′ N), na ilha da Madeira. O recorde de nascimento mais a Leste pertence a Luís Maria Lopes da Fonseca, que nasceu em Mata de Lobos (6° 53′ O), no concelho de Figueira de Castelo Rodrigo. Ignorando esta chefia interina, o recorde seria de António Ginestal Machado, natural da Guarda (6° 54′ O). Os recordes a Norte e a Oeste pertenceriam aos já referidos duque de Ávila (Oeste) e Pimenta de Castro (Norte).
Restringindo ainda mais o espaço ao território de Portugal Continental, alteram-se os recordes a Sul e a Oeste. O primeiro passa a pertencer conjuntamente a Sebastião Teles e a Adelino da Palma Carlos, naturais de Faro (37° 02′ N), no Algarve. O recorde a Oeste é de Domingos Oliveira, nascido em Santa Maria de Belém (9° 12′ O), hoje no concelho de Lisboa, mas que na altura se constituía como concelho próprio.

## Por local da morte
Para efeitos estatísticos deste artigo não contam oito dos 89 chefes de governo, os oito que estão ainda vivos (Francisco Pinto Balsemão, Aníbal Cavaco Silva, António Guterres, José Manuel Durão Barroso, Pedro Santana Lopes, José Sócrates, Pedro Passos Coelho e António Costa).
O distrito onde faleceu o maior número de chefes de governo foi o de Lisboa, com 59 mortes (64% do total). 55 morreram na cidade e concelho de Lisboa, e um nos concelhos de Loures, Cascais, Oeiras e Sintra. Seguem-se o distrito do Porto, com 7 falecimentos (todos no concelho). Três morreram no distrito de Coimbra e dois nos distritos de Santarém. Os outros distritos com mortes de chefes de governo são: Aveiro, Castelo Branco, Faro, Guarda, Setúbal, Viana do Castelo e distrito de Vila Real. Nunca um chefe de governo português morreu nos distritos de Beja, Évora, Portalegre, Leiria, Viseu, Braga ou Bragança, não tendo igualmente falecido nenhum nos Açores, na Madeira ou em qualquer local do Império Colonial Português.
No entanto, três chefes de governo morreram no estrangeiro: o Duque de Saldanha (em Londres, no Reino Unido da Grã-Bretanha e Irlanda), Afonso Costa (em Paris, República Francesa) e Marcello Caetano (no Rio de Janeiro, República Federativa do Brasil).
O chefe de governo português a morrer mais a Norte no globo foi o Duque de Saldanha, que morreu em Londres (51° 30′ N). O recorde a Sul e a Oeste pertence a Marcello Caetano, que faleceu no Rio de Janeiro (22° 54′ S, 43° 10′ O). Quem morreu mais a Leste foi Afonso Costa, que faleceu em Paris (2° 19′ E).
Contando apenas o território nacional, o recorde a Norte é de José Norton de Matos, que morreu em Ponte de Lima (41° 41′ N). Descontando esta chefia interina, o recorde caberia a José Dias Ferreira que faleceu em Vidago (41° 38′ N), no concelho de Chaves. José Dias Ferreira detém também o recorde de morte mais a Leste (7° 34′ O). Quanto à morte mais a Oeste, foi a de António Rodrigues Sampaio, que morreu em Sintra (9° 25′ O). A Sul, o recorde pertence a Vasco Gonçalves, que morreu em Almancil (37° 5′ N), no concelho de Loulé.

## Por nome
Dos 90 chefes de governo, vários nomes próprios se repetem. António e José são os nomes que mais vezes ocorrem, com 16 e 15 vezes respetivamente:
- António (16): António Dias de Oliveira, António Rodrigues Sampaio, António Serpa, António Teixeira de Sousa, António Ginestal Machado, António de Oliveira Salazar, António Granjo (António Joaquim), António Guterres (António Manuel), António Costa (António Luís), e os compostos António José Severim de Noronha (duque da Terceira), António Bernardo da Costa Cabral (marquês de Tomar), António José de Ávila (duque de Ávila), António Maria de Fontes Pereira de Melo, António José de Almeida, António Maria Baptista e António Maria da Silva. A estes pode juntar-se Óscar Carmona, cujo primeiro nome é o composto António Óscar, para um total de 16. Adicionalmente, outros chefes de governo tinham António no nome, não sendo usualmente conhecidos por ele, ou usando-o como segundo nome de um nome composto: Aníbal Cavaco Silva (Aníbal António), Francisco da Veiga Beirão (Francisco António) e Joaquim António de Aguiar.
- José (15): José da Gama Carneiro e Sousa (conde de Lumiares; José Manuel Inácio), José Travassos Valdez (conde do Bonfim; José Lúcio), José Dias Ferreira, José de Castro (José Augusto), José Relvas (José Maria), José Ramos Preto, José Domingues dos Santos, José Mendes Cabeçadas, José Pinheiro de Azevedo, José Sócrates (cujo nome pelo qual é conhecido é o seu nome próprio, não incluindo nenhum apelido — Carvalho Pinto de Sousa), e os compostos José Bernardino de Portugal e Castro (marquês de Valença), José Jorge Loureiro, José Manuel Durão Barroso, José Norton de Matos e José Vicente de Freitas. A estes podem juntar-se José Luciano de Castro e Joaquim Pimenta de Castro, cujos primeiros nomes são, respetivamente, os compostos José Luciano e José Joaquim, para um total de 17. Excluindo o não empossado marquês de Valença e o interino José Norton de Matos, o total baixa para 13 (ou 15 se contados José Luciano de Castro e Pimenta de Castro). Adicionalmente, outros chefes de governo tinham José no nome, não sendo usualmente conhecidos por ele, ou usando-o como segundo nome de um nome composto: Anselmo José Braamcamp, António José de Almeida, António José Severim de Noronha (duque da Terceira), António José de Ávila (duque de Ávila), Francisco Fernandes Costa (Francisco José), Francisco Pinto Balsemão (Francisco José), Marcello Caetano (Marcello José), Nuno José de Mendonça Rolim de Moura Barreto (Nuno José Severo; duque de Loulé) e Tomé de Barros Queirós (Tomé José).

Outros nomes que surgem repetidas vezes, quando contabilizados os nomes pelos quais os chefes de governo ficaram conhecidos, e excluindo nomes compostos que não utilizaram ou segundos nomes de nomes compostos: Francisco (6), João (6), Alfredo (3), Pedro (3), Artur (2), Carlos (2), Domingos (2), Joaquim (2), Luís (2) Manuel (2) e Vasco (2).
28 nomes próprios têm apenas um representante. São eles, por ordem alfabética, e, com o nome composto a que por vezes correspondem entre parêntesis: Adelino (Adelino Hermitério), Afonso (Afonso Augusto), Álvaro (Álvaro Xavier), Aníbal (Aníbal António), Anselmo (Anselmo José), Augusto (Augusto César), Bernardino, Duarte, Ernesto (Ernesto Rodolfo), Teófilo (Joaquim Teófilo), Luciano (José Luciano), Liberato (Liberato Damião), Marcello (Marcello José), Maria de Lourdes, Mário (Mário Alberto), Nuno (Nuno José Severo), Óscar (António Óscar), Rodrigo, Sebastião (Sebastião Custódio), Sidónio (Sidónio Bernardino), Tomé (Tomé José), Venceslau, Vítor (Vítor Hugo), Vitorino (Vitorino Máximo) e Vitório (Vitório Maria Francisco).
Nos nomes compostos, dois conjuntos têm três ocorrências: António José (António José Severim de Noronha, duque da Terceira; António José de Ávila, duque de Ávila; e António José de Almeida) e António Maria (António Maria de Fontes Pereira de Melo, António Maria Baptista e António Maria da Silva). Há também três nomes compostos com duas ocorrências: Francisco José, José Manuel e José Maria. O detentor do maior número de nomes próprios é o duque de Saldanha com 6: João Carlos Gregório Domingos Vicente Francisco.
Dos 90 chefes de governo, 26 usaram na sua vida pública um nome composto (incluindo dois que usaram apenas os seus nomes próprios, não usando qualquer apelido: João Crisóstomo de Abreu e Sousa e José Sócrates Carvalho Pinto de Sousa). 65 não tiveram nome composto ou optaram por o não usar, existindo várias divergências quanto a este aspeto, já que existem fontes que apontam umas vezes para o uso, e outras não. Por exemplo, algumas fontes usam os nomes Alfredo Ernesto de Sá Cardoso, Álvaro Xavier de Castro, António Óscar Carmona, Artur Alberto de Campos Henriques, Carlos Henrique Maia Pinto, Ernesto Rodolfo Hintze Ribeiro, Francisco António da Veiga Beirão, Francisco Joaquim Ferreira do Amaral, Francisco José Fernandes Costa, José Augusto de Castro, José Luciano de Castro e Tomé José de Barros Queirós. Por vezes, o contrário acontece, notando-se a falta de um nome: Anselmo Braamcamp (sem José), José Norton de Matos (sem Maria), Vicente de Freitas (sem José) ou Carlos da Mota Pinto (sem Alberto). Para todos os efeitos neste artigo, e nos artigos relacionados, não se usam as formas em itálico, usando-se no entanto os nomes entre parêntesis.
Por vezes as diferenças ocorrem na grafia, como por exemplo nos casos de Marcelo Caetano (Marcello), Maria de Lourdes Pintasilgo (Maria de Lurdes), Vítor Hugo de Azevedo Coutinho (Victor Hugo) ou Venceslau de Lima (Wenceslau). Neste artigo são usadas grafias modernizadas para todos os chefes de governo (presidentes do Conselho e do Ministério) anteriores ao 25 de abril. Para os primeiros-ministros (após o 25 de abril), usa-se a grafia usada pelo próprio primeiro-ministro, como evidenciado pelo caso de Maria de Lourdes Pintasilgo.

### Apelidos
Contando os nomes completos dos chefes de governo, e retirando a alguns dos nomes os títulos nobiliárquicos e a terminação Júnior, contabilizam-se 132 apelidos diferentes, sendo que aquele que mais vezes surge é Sousa com 10 individualidades (Pedro de Sousa Holstein, duque de Palmela, José da Gama Carneiro e Sousa, conde de Lumiares, Vitório de Sousa Coutinho, conde de Linhares, António José Severim de Noronha, duque da Terceira (António José de Sousa Manuel de Meneses Severim de Noronha), João Crisóstomo (João Crisóstomo de Abreu e Sousa), Sebastião Teles (Sebastião Custódio de Sousa Teles), Venceslau de Lima (Venceslau de Sousa Pereira de Lima), António Teixeira de Sousa, João Tamagnini Barbosa (João Tamagnini de Sousa Barbosa) e José Sócrates (José Sócrates Carvalho Pinto de Sousa). Seguem-se Pinto (9), Costa (8), Pereira (7), Silva (7), Castro (6), Oliveira (6), Almeida (5), Ribeiro (4), Ferreira (3), Lopes (3), Meneses (3), Sá (3), Santos (3), Cardoso (3), 26 apelidos com duas ocorrências e 93 apelidos com apenas uma ocorrência. Desta lista excluem-se os nomes próprios Sócrates e Crisóstomo, apesar de usados como apelido.
Restringindo o âmbito aos apelidos de facto usados na vida pública (e não aos nomes completos), e excluindo os chefes de governo que ficaram conhecidos pelos seus títulos nobiliárquicos (à exceção de António Bernardo da Costa Cabral, marquês de Tomar que é sobejamente conhecido pelo seu nome) o nome que mais vezes surge passa a ser Costa com 7 ocorrências (António Bernardo da Costa Cabral, marquês de Tomar, Afonso Costa, Francisco Fernandes Costa, Manuel Gomes da Costa, Vasco Almeida e Costa, Alfredo Nobre da Costa e António Costa). Contudo, se forem excluídos o não empossado Fernandes Costa e o interino Almeida e Costa, o número desceria para 5. Desta forma, Costa empataria com Castro (José Luciano de Castro, Joaquim Pimenta de Castro, José de Castro, o interino João do Canto e Castro e Álvaro de Castro; ficando excluído o também interino João do Canto e Castro, deixa de haver empate). Seguir-se-iam Pinto (4), Oliveira (3), Almeida, Amaral, Azevedo, Coelho, Dias, Ferreira, Freitas, Lopes, Machado, Pereira, Rodrigues, Sá, Silva (2) e outros 73 apelidos com apenas uma ocorrência.
Assumindo que os pares de apelidos (e o trio, no caso de Fontes Pereira de Melo) constituem apenas um só apelido, então passaria a haver apenas um apelido com repetição: Castro (José Luciano de Castro, José de Castro e Álvaro de Castro).
Tal como com os nomes próprios, existem divergências no que toca aos apelidos pelos quais os chefes de governo são mais conhecidos. A título de exemplo, notam-se casos de divergência em João Crisóstomo de Abreu e Sousa, Francisco Balsemão (sem Pinto), José Manuel Barroso (sem Durão, usado internacionalmente por este), José Ribeiro de Castro, João Pinheiro Chagas, Venceslau Pereira de Lima, Domingos da Costa e Oliveira, Domingos Leite Pereira, António Serpa Pimentel, Sebastião de Sousa Teles e Augusto de Vasconcelos Correia. Para todos os efeitos, nas contagens deste artigo, os nomes a itálico não foram considerados, ao passo que os nomes em itálico entre parêntesis o foram.

## Títulos nobiliárquicos
Das múltiplas personalidades que conduziram o poder executivo em Portugal, 13 foram detentoras de títulos nobiliárquicos:
- Pedro de Sousa Holstein foi 1.º conde, 1.º marquês e 1.º duque de Palmela. Além disso, foi anteriormente 1.º duque do Faial. Foi sempre presidente do Conselho de Ministros enquanto duque;
- Vitório de Sousa Coutinho foi 2.º conde de Linhares, tendo sido presidente do Conselho de Ministros com esse título;
- João Carlos de Saldanha Oliveira e Daun foi 1.º conde, 1.º marquês e 1.º duque de Saldanha. Na sua primeira presidência do Conselho de Ministros, era marquês; a meio da sua segunda presidência foi-lhe concedido o título final de duque que conservou em todas as outras vezes que chefiou o governo;
- António José Severim de Noronha foi 7.º conde e 1.º marquês de Vila Flor, e subsequentemente, 1.º duque da Ilha Terceira, título que usou todas as vezes que chefiou o executivo;
- José da Gama Carneiro e Sousa foi 4.º conde de Lumiares (título que usou quando presidiu ao Conselho de Ministros) e 15.º senhor do Vimieiro;
- José Bernardino de Portugal e Castro foi 12.º conde de Vimioso e 5.º marquês de Valença, título que usava à altura da sua presidência falhada;
- Bernardo de Sá Nogueira de Figueiredo foi 1.º barão, 1.º visconde e 1.º marquês de Sá da Bandeira. Era visconde nas suas duas primeiras chefias do governo, e marquês nas restantes, incluindo a presidência interina em 1862;
- Rodrigo Pinto Pizarro de Almeida Carvalhais foi 1.º barão da Ribeira de Sabrosa, título que já ostentava na sua única experiência governativa;
- José Lúcio Travassos Valdez foi 1.º barão e 1.º conde do Bonfim, título pelo qual era conhecido durante a sua presidência do Conselho de Ministros;
- António Bernardo da Costa Cabral foi 1.º conde e 1.º marquês de Tomar, sendo conde, à altura da sua chefia do governo, e apenas posteriormente marquês. Apesar de ter um título nobiliárquico, o marquês de Tomar continuou até hoje a ser mais conhecido pelo seu nome próprio;
- Nuno José de Mendoça Rolim de Moura Barreto, foi 2.º marquês e 1.º duque de Loulé. Na sua primeira presidência era marquês; na sua segunda presidência recebeu o título ducal (na altura em que era presidente interino do Conselho de Ministros o marquês de Sá da Bandeira) tendo sido esse o título usado das outras vezes que chefiou o executivo;
- António José de Ávila foi 1.º conde e 1.º marquês de Ávila e, subsequentemente, 1.º duque de Ávila e Bolama. Na primeira vez que foi presidente do Conselho de Ministros era conde, sendo que nas outras duas experiências governativas era marquês. Só mais tarde lhe foi atribuído o título ducal.

Adicionalmente, Bernardino Machado e José Relvas eram representantes legais dos títulos de, respetivamente, barão de Joane e visconde de Podentes, não tendo usado os títulos nem procurado renová-los.
Nem todas estas personalidades usaram o título de Dom, sendo as exceções o duque de Palmela (D. Pedro de Sousa Holtein), o conde de Linhares (D. Vitório de Sousa Coutinho), o duque de Saldanha (D. João Carlos de Saldanha Oliveira e Daun), o duque da Terceira (D. António José Severim de Noronha), o conde de Lumiares (D. José da Gama Carneiro e Sousa), o marquês de Valença (D. José Bernardino de Portugal e Castro) e o duque de Loulé (D. Nuno José de Mendoça Rolim de Moura Barreto).

## Resumo

### Total (1834–atualidade)
- Mais tempo no cargo (contando todos os períodos no cargo): António de Oliveira Salazar, 36 anos e 84 dias
- Mais tempo no cargo (contando apenas um período consecutivo): António de Oliveira Salazar, 36 anos e 84 dias
- Menos tempo no cargo (contando interinos, não empossados e coletivos): Francisco Fernandes Costa, menos de um dia
- Menos tempo no cargo (excluindo interinos, não empossados e coletivos; contando todos os períodos no cargo): Manuel Maria Coelho, 17 dias
- Menos tempo no cargo (excluindo interinos, não empossados e coletivos; contando apenas um período consecutivo): Duque de Palmela, 1 dia
- Mais tempo entre a primeira tomada de posse e a última exoneração: António de Oliveira Salazar, 36 anos e 84 dias
- Mais tempo entre dois períodos no cargo: Marquês de Sá da Bandeira, 25 anos e 354 dias
- Menos tempo entre dois períodos no cargo: Marquês de Sá da Bandeira, 70 dias
- Mais períodos no cargo (contando interinos e não empossados): Marquês de Sá da Bandeira, 6
- Mais períodos no cargo (excluindo interinos e não empossados): Marquês de Sá da Bandeira, 5
- Mais novo a tomar posse: António Dias de Oliveira, 32 anos e 316 dias
- Mais velho a tomar posse (primeiro mandato): João Crisóstomo, 79 anos e 260 dias
- Mais velho a tomar posse (qualquer mandato): João Crisóstomo, 79 anos e 260 dias
- Mais novo a ser exonerado: António Dias de Oliveira, 33 anos e 21 dias
- Mais velho a ser exonerado: João Crisóstomo, 80 anos e 355 dias
- Mais tempo de vida: Bernardino Machado, 93 anos e 31 dias
- Menos tempo de vida: António Granjo, 39 anos e 296 dias
- Menos tempo de vida (morte natural): Carlos Alberto da Mota Pinto, 48 anos e 286 dias
- Mais tempo após a última exoneração: Francisco da Cunha Leal, 48 anos e 79 dias
- Menos tempo após a última exoneração: António Rodrigues Sampaio, 303 dias
- Idade com mais mortes: 74 e 66 anos, 6
- Século com mais nascimentos: XIX, 60
- Século com menos nascimentos: XVIII, 11
- Regime com mais nascimentos: Monarquia Constitucional, 51
- Regime com menos nascimentos: Primeira República, 4
- Chefia do Estado com mais nascimentos: D. Luís I, 34
- Presidência com mais nascimentos: Óscar Carmona, 8
- Década com mais nascimentos: 1860, 14
- Década com menos nascimentos: 1890, 0
- Ano com mais nascimentos: 1857, 1866, 1871, 1872 e 1883 (3)
- Primeiro nascimento (incluindo interinos e não empossados): Marquês de Valença, 20 de maio de 1780
- Primeiro nascimento (excluindo interinos e não empossados): Duque de Palmela, 8 de maio de 1781
- Primeiro nascimento (do calendário): José Ramos Preto, 1 de janeiro
- Último nascimento (do calendário): João Tamagnini Barbosa, 30 de dezembro
- Nascimento mais recente: Pedro Passos Coelho, 24 de julho de 1964
- Mês (específico) com mais nascimentos: Maio de 1872, 2
- Mês com mais nascimentos (incluindo interinos e não empossados): Julho e novembro, 12
- Mês com mais nascimentos (excluindo interinos e não empossados): Novembro, 11
- Mês com menos nascimentos: Outubro, 1
- Dia com mais nascimentos: 6 de março, 23 de março, 28 de abril, 3 de maio, 5 de junho, 24 de julho, 25 de julho e 1 de setembro (2)
- Século com mais mortes: XX, 56
- Século com menos mortes: XXI, 3
- Regime com mais mortes: Ditadura, 32
- Regime com menos mortes: Terceira República, 10
- Chefia de Estado com mais mortes: Óscar Carmona, 21
- Reinado com mais mortes: D. Luís I, 12
- Década com mais mortes: 1920, 15
- Década com menos mortes: 1890, 1960 e 2010 (1)
- Ano com mais mortes: 1929 (5)
- Primeira morte (incluindo interinos e não empossados): Marquês de Valença, 26 de fevereiro de 1840
- Primeira morte (excluindo interinos e não empossados): Barão de Sabrosa, 8 de abril de 1841
- Morte mais recente (incluindo interinos): Vasco Almeida e Costa, 25 de julho de 2010
- Morte mais recente (excluindo interinos): Maria de Lourdes Pintasilgo, 10 de julho de 2004 (todos os governos); Francisco Sá Carneiro, 4 de dezembro de 1980 (apenas os governos partidários)
- Primeira morte (do calendário; incluindo interinos e não empossados): José Norton de Matos, 3 de janeiro
- Primeira morte (do calendário; excluindo interinos e não empossados): Marquês de Sá da Bandeira, 6 de janeiro
- Última morte (do calendário): Domingos Oliveira, 25 de dezembro
- Mês (específico) com mais mortes: Outubro de 1929 e maio de 1925, 2
- Dia (específico) com mais mortes: 31 de outubro de 1929, 2
- Mês com mais mortes (incluindo interinos e não empossados): Outubro, 11
- Mês com mais mortes (excluindo interinos e não empossados): Outubro e junho, 10
- Mês com menos mortes (incluindo interinos e não empossados): Fevereiro, 2
- Mês com menos mortes (excluindo interinos e não empossados): Fevereiro, 1
- Dia com mais mortes: 7 de janeiro, 26 de abril, 11 de junho e 31 de outubro (2)
- Menor número de ex-chefes de governo vivos (incluindo interinos e não empossados): 1 de setembro de 1889–14 de janeiro de 1890 e 27 de julho de 1970–25 de abril de 1974, 0
- Menor número de ex-chefes de governo vivos (excluindo interinos e não empossados): 1 de setembro de 1889–14 de janeiro de 1890, 0
- Maior número de ex-chefes de governo vivos (incluindo interinos e não empossados): 18 de abril de 1928–29 de junho de 1928, 28
- Maior número de ex-chefes de governo vivos (excluindo interinos e não empossados): 18 de abril de 1928–29 de junho de 1928, 26
- Maior número de períodos como interino: José Norton de Matos, 2
- Mais tempo no cargo como interino (contando todos os períodos no cargo): José Norton de Matos, 37 dias
- Mais tempo no cargo como interino (contando apenas um período consecutivo): Diogo Freitas do Amaral, 36 dias
- Mais tempo no cargo como interino substituindo um chefe de governo em funções (contando todos os períodos no cargo): José Norton de Matos, 37 dias
- Mais tempo no cargo como interino substituindo um chefe de governo em funções (contando apenas um período consecutivo): Afonso Costa, 31 dias
- Mais tempo no cargo como interino sem chefe de governo em funções: Diogo Freitas do Amaral, 36 dias
- Órgão coletivo com mais tempo com a chefia do governo: Junta de Salvação Nacional, 21 dias
- Não empossado de jure mais tempo com a chefia do governo (contando todos os períodos no cargo): Marquês de Valença, 1 dia
- Não empossado de jure mais tempo com a chefia do governo (contando apenas um período consecutivo; incluindo interinos): João Chagas, 2 dias
- Não empossado de jure mais tempo com a chefia do governo (contando apenas um período consecutivo; excluindo interinos): João Chagas, 14 dias
- Distrito com mais nascimentos: Lisboa, 29
- Concelho com mais nascimentos: Lisboa, 27 na altura, 28 no presente
- Distrito com menos nascimentos: Bragança, Évora e Setúbal, 0
- País estrangeiro com mais nascimentos: Brasil (Império do Brasil, na altura) e Itália (Reino da Sardenha, na altura), 2
- Antiga colónia com mais nascimentos: Macau, 2
- Nome próprio mais comum (incluindo interinos e não empossados): António e José, 15 ou 16
- Nome próprio mais comum (excluindo interinos e não empossados): António, 15 ou 16
- Apelido mais comum (nomes completos): Sousa, 10
- Apelido mais comum (nomes de facto usados; incluindo interinos e não empossados): Costa, 6
- Apelido mais comum (nomes de facto usados; excluindo interinos e não empossados): Costa, Castro e Pinto, 4

### Monarquia Constitucional (1834–1910)
- Mais tempo no cargo (contanto todos os períodos no cargo): António Maria de Fontes Pereira de Melo, 11 anos e 29 dias
- Mais tempo no cargo (contando apenas um período consecutivo): António Maria de Fontes Pereira de Melo, 5 anos e 173
- Menos tempo no cargo (contando interinos, não empossados e coletivos): Marquês de Valença e Junta Provisória de Governo, 1 dia
- Menos tempo no cargo (excluindo interinos, não empossados e coletivos; contando apenas um período consecutivo): Duque de Palmela, 1 dia
- Menos tempo no cargo (excluindo interinos, não empossados e coletivos; contando todos os períodos no cargo): Conde de Linhares, 23 dias
- Mais tempo entre a primeira tomada de posse e a última exoneração: Duque de Saldanha, 35 anos e 94 dias
- Mais tempo entre dois períodos no cargo: Marquês de Sá da Bandeira, 25 anos e 354 dias
- Menos tempo entre dois períodos no cargo: Marquês de Sá da Bandeira, 70 dias
- Mais períodos no cargo (contando interinos e não empossados): Marquês de Sá da Bandeira, 6
- Mais períodos no cargo (excluindo interinos e não empossados): Marquês de Sá da Bandeira, 5
- Mais novo a tomar posse: António Dias de Oliveira, 32 anos e 316 dias
- Mais velho a tomar posse (primeiro mandato): João Crisóstomo, 79 anos e 260 dias
- Mais velho a tomar posse (qualquer mandato): João Crisóstomo, 79 anos e 260 dias
- Mais novo a ser exonerado: António Dias de Oliveira, 33 anos e 21 dias
- Mais velho a ser exonerado: João Crisóstomo, 80 anos e 355 dias
- Mais tempo de vida: Joaquim António de Aguiar, 91 anos e 276 dias
- Menos tempo de vida: Barão de Sabrosa, 53 anos e 9 dias
- Idade com mais mortes: 69 e 74 anos, 3
- Mais tempo após a última exoneração: António Bernardo da Costa Cabral, marquês de Tomar, 38 anos e 128 dias
- Menos tempo após a última exoneração: António Rodrigues Sampaio, 303 dias
- Menor número de ex-chefes de governo vivos: 1 de setembro de 1889–14 de janeiro de 1890, 0
- Maior número de ex-chefes de governo vivos (incluindo interinos e não empossados): 26 de novembro de 1839–26 de fevereiro de 1840, 18 de junho de 1849–24 de outubro de 1849, 6 de junho de 1856–30 de junho de 1856 (10)
- Maior número de ex-chefes de governo vivos (excluindo interinos e não empossados): 18 de junho de 1849–24 de outubro de 1849, 10
- Maior número de períodos como interino: Visconde da Luz e marquês de Sá da Bandeira, 1
- Mais tempo no cargo como interino (contando todos os períodos no cargo): Visconde da Luz, 16 dias
- Mais tempo no cargo como interino (contanto apenas um período consecutivo): Marquês de Sá da Bandeira, 24 dias
- Órgão coletivo com mais tempo com a chefia do governo: Conselho de Ministros após a saída do duque de Palmela do seu primeiro governo, 6 dias
- Não empossado de jure mais tempo com a chefia do governo: Marquês de Valença, 1 dia

### República (1910–atualidade)
- Mais tempo no cargo (contanto todos os períodos no cargo): António de Oliveira Salazar, 36 anos e 84 dias
- Mais tempo no cargo (contando apenas um período consecutivo): António de Oliveira Salazar, 36 anos e 84 dias
- Menos tempo no cargo (contando interinos, não empossados e coletivos): Francisco Fernandes Costa, menos de um dia
- Menos tempo no cargo (excluindo interinos, não empossados e coletivos; contando apenas um período consecutivo): Álvaro de Castro e Luís Maria Lopes da Fonseca, 10 dias
- Menos tempo no cargo (excluindo interinos, não empossados e coletivos; contando todos os períodos no cargo): Manuel Maria Coelho, 17 dias
- Mais tempo entre a primeira tomada de posse e a última exoneração: António de Oliveira Salazar, 36 anos e 84 dias
- Mais tempo entre dois períodos no cargo: Bernardino Machado, 6 anos e 162 dias
- Menos tempo entre dois períodos no cargo: António Maria da Silva, 138 dias
- Mais períodos no cargo: António Maria da Silva, 4
- Mais novo a tomar posse: Francisco da Cunha Leal, 33 anos e 116 dias
- Mais velho a tomar posse (primeiro mandato): Adelino da Palma Carlos, 69 anos e 74 dias
- Mais velho a tomar posse (qualquer mandato): Bernardino Machado, 69 anos e 339 dias
- Mais novo a ser exonerado: Francisco da Cunha Leal, 33 anos e 168 dias
- Mais velho a ser exonerado: António de Oliveira Salazar, 79 anos e 152 dias
- Mais tempo de vida: Bernardino Machado, 93 anos e 31 dias
- Menos tempo de vida: António Granjo, 39 anos e 296 dias
- Menos tempo de vida (morte natural): Carlos Alberto da Mota Pinto, 48 anos e 286 dias
- Idade com mais mortes: 66 e 81 anos, 3
- Mais tempo após a última exoneração: Francisco da Cunha Leal, 48 anos e 79 dias
- Menos tempo após a última exoneração:  Artur Ivens Ferraz, 2 anos e 361 dias
- Menor número de ex-chefes de governo vivos (incluindo interinos e não empossados): 27 de julho de 1970–25 de abril de 1974, 1
- Menor número de ex-chefes de governo vivos (excluindo interinos e não empossados): 27 de julho de 1970–25 de abril de 1974, 0
- Maior número de ex-chefes de governo vivos (incluindo interinos e não empossados): 18 de abril de 1928–29 de junho de 1928, 28
- Maior número de ex-chefes de governo vivos (excluindo interinos e não empossados):  18 de abril de 1928–29 de junho de 1928, 26
- Maior número de períodos como interino: José Norton de Matos, 2
- Mais tempo no cargo como interino (contando todos os períodos no cargo): José Norton de Matos, 37 dias
- Mais tempo no cargo como interino (contando apenas um período consecutivo): Diogo Freitas do Amaral, 36 dias
- Mais tempo no cargo como interino substituindo um chefe de governo em funções (contando todos os períodos no cargo): José Norton de Matos, 37 dias
- Mais tempo no cargo como interino substituindo um chefe de governo em funções (contando apenas um período consecutivo): Afonso Costa, 31 dias
- Mais tempo no cargo como interino sem chefe de governo em funções: Diogo Freitas do Amaral, 36 dias
- Órgão coletivo com mais tempo com a chefia do governo: Junta de Salvação Nacional, 21 dias
- Não empossado de jure mais tempo com a chefia do governo (contando todos os períodos no cargo): Francisco Fernandes Costsa, menos de 1 dia
- Não empossado de jure mais tempo com a chefia do governo (contando apenas um período consecutivo; incluindo interinos): João Chagas, 2 dias
- Não empossado de jure mais tempo com a chefia do governo (contando apenas um período consecutivo; excluindo interinos): João Chagas, 14 dias

#### Primeira República (1910–1926)
- Mais tempo no cargo (contanto todos os períodos no cargo): António Maria da Silva, 2 anos e 132 dias
- Mais tempo no cargo (contando apenas um período consecutivo): António Maria da Silva, 1 ano e 282 dias
- Menos tempo no cargo (contando interinos, não empossados e coletivos): Francisco Fernandes Costa, menos de um dia
- Menos tempo no cargo (excluindo interinos, não empossados e coletivos; contando apenas um período consecutivo): Álvaro de Castro, 10 dias
- Menos tempo no cargo (excluindo interinos, não empossados e coletivos; contando todos os períodos no cargo): Manuel Maria Coelho, 17 dias
- Mais tempo entre a primeira tomada de posse e a última exoneração: Bernardino Machado, 7 anos e 103 dias
- Mais tempo entre dois períodos no cargo: Bernardino Machado, 6 anos e 162 dias
- Menos tempo entre dois períodos no cargo: António Maria da Silva, 138 dias
- Mais períodos no cargo: António Maria da Silva, 4
- Mais novo a tomar posse: Francisco da Cunha Leal, 33 anos e 116 dias
- Mais velho a tomar posse (primeiro mandato): Joaquim Pimenta de Castro, 68 anos e 81 dias
- Mais velho a tomar posse (qualquer mandato): Bernardino Machado, 69 anos e 339 dias
- Mais novo a ser exonerado: Francisco da Cunha Leal, 33 anos e 168 dias
- Mais velho a ser exonerado: Bernardino Machado, 70 anos e 56 dias
- Mais tempo de vida: Bernardino Machado, 93 anos e 31 dias
- Menos tempo de vida: António Granjo, 39 anos e 296 dias
- Menos tempo de vida (morte natural): Álvaro de Castro, 49 anos e 233 dias
- Idade com mais mortes: 66 anos, 3
- Mais tempo após a última exoneração: Francisco da Cunha Leal, 48 anos e 79 dias
- Menos tempo após a última exoneração: Joaquim Pimenta de Castro, 3 anos
- Menor número de ex-chefes de governo vivos: 5 de outubro de 1910–4 de setembro de 1911, 8
- Maior número de ex-chefes de governo vivos (incluindo interinos e não empossados): 15 de fevereiro de 1925–5 de maio de 1925, 27
- Maior número de ex-chefes de governo vivos (excluindo interinos e não empossados): 15 de fevereiro de 1925–5 de maio de 1925, 24
- Maior número de períodos como interino: José Norton de Matos, 2
- Mais tempo no cargo como interino (contando todos os períodos no cargo): José Norton de Matos, 37 dias
- Mais tempo no cargo como interino (contando apenas um período consecutivo): Afonso Costa, 31 dias
- Mais tempo no cargo como interino substituindo um chefe de governo em funções (contando todos os períodos no cargo): José Norton de Matos, 37 dias
- Mais tempo no cargo como interino substituindo um chefe de governo em funções (contando apenas um período consecutivo): Afonso Costa, 31 dias
- Mais tempo no cargo como interino sem chefe de governo em funções: João do Canto e Castro, 8 dias
- Órgão coletivo com mais tempo com a chefia do governo: Junta Revolucionária de 1917, 3 dias
- Não empossado de jure mais tempo com a chefia do governo (incluindo interinos): João Chagas, 2 dias
- Não empossado de jure mais tempo com a chefia do governo (excluindo interinos): João Chagas, 14 dias

#### Segunda República (1926–1974): Ditadura Militar (1926–1928), Ditadura Nacional (1928–1933) e Estado Novo (1933–1974)
- Mais tempo no cargo (contando todos os períodos no cargo): António de Oliveira Salazar, 36 anos e 84 dias
- Mais tempo no cargo (contando apenas um período consecutivo): António de Oliveira Salazar, 36 anos e 84 dias
- Menos tempo no cargo (contando interinos, não empossados e coletivos): Junta de Salvação Pública, 1 dia
- Menos tempo no cargo (excluindo interinos, não empossados e coletivos): José Mendes Cabeçadas, 18 dias
- Mais tempo entre a primeira tomada de posse e a última exoneração: António de Oliveira Salazar, 36 anos e 84 dias
- Mais novo a tomar posse: José Mendes Cabeçadas, 42 anos e 284 dias
- Mais velho a tomar posse: Manuel Gomes da Costa, 63 anos e 154 dias
- Mais novo a ser exonerado: José Mendes Cabeçadas, 42 anos e 302 dias
- Mais velho a ser exonerado: António de Oliveira Salazar, 79 anos e 152 dias
- Mais tempo de vida (contando interinos): Luís Maria Lopes da Fonseca, 91 anos e 282 dias
- Mais tempo de vida (excluindo interinos): Domingos Oliveira, 84 anos e 147 dias
- Menos tempo de vida: Artur Ivens Ferraz, 62 anos e 46 dias
- Idade com mais mortes: 81 anos, 3
- Mais tempo após a última exoneração: José Mendes Cabeçadas, 38 anos e 359 dias
- Menos tempo após a última exoneração: Artur Ivens Ferraz, 2 anos e 361 dias
- Menor número de ex-chefes de governo vivos (incluindo interinos e não empossados): 27 de julho de 1970–25 de abril de 1974, 1
- Menor número de ex-chefes de governo vivos (excluindo interinos e não empossados): 27 de julho de 1970–25 de abril de 1974, 0
- Maior número de ex-chefes de governo vivos (incluindo interinos e não empossados): 18 de abril de 1928–29 de junho de 1928, 28
- Maior número de ex-chefes de governo vivos (excluindo interinos e não empossados): 18 de abril de 1928–29 de junho de 1928, 26
- Maior número de períodos como interino: Luís Maria Lopes da Fonseca, 1
- Mais tempo no cargo como interino: Luís Maria Lopes da Fonseca, 10 dias
- Órgão coletivo com mais tempo com a chefia do governo: Junta de Salvação Pública, 1 dia

#### Terceira República (1974–presente)
- Mais tempo no cargo (contanto todos os períodos no cargo): Aníbal Cavaco Silva, 9 anos e 93 dias
- Mais tempo no cargo (contando apenas um período consecutivo): Aníbal Cavaco Silva, 9 anos e 93 dias
- Menos tempo no cargo (contando interinos, não empossados e coletivos): Junta de Salvação Nacional, 21 dias
- Menos tempo no cargo (excluindo interinos, não empossados e coletivos): Adelino da Palma Carlos, 63 dias (todos os governos); Alfredo Nobre da Costa, 85 dias (apenas os governos contitucionais); Pedro Santana Lopes, 238 dias (apenas os governos partidários)
- Mais tempo entre entre a primeira tomada de posse e a última exoneração: Aníbal Cavaco Silva, 9 anos e 93 dias
- Mais tempo entre dois períodos no cargo: Mário Soares, 4 anos e 284 dias
- Menos tempo entre dois períodos no cargo: Mário Soares, 4 anos e 284 dias
- Mais períodos no cargo: Mário Soares, 2
- Mais novo a tomar posse (contando interinos): Diogo Freitas do Amaral, 39 anos e 136 dias
- Mais novo a tomar posse (excluindo interinos): Carlos Alberto da Mota Pinto, 42 anos e 120 dias (todos os governos); Francisco Pinto Balsemão, 43 anos e 130 dias (apenas os governos partidários)
- Mais velho a tomar posse (primeiro período): Adelino da Palma Carlos, 69 anos e 74 dias (todos os governos); Alfredo Nobre da Costa, 54 anos e 353 dias (apenas os governos constitucionais); Mário Soares, 51 anos e 229 dias (apenas os governos partidários)
- Mais velho a tomar posse (qualquer período): Adelino da Palma Carlos, 69 anos e 74 dias (todos os governos); Mário Soares, 58 anos e 184 dias (apenas os governos constitucionais)
- Mais novo a ser exonerado (contando interinos): Diogo Freitas do Amaral, 39 anos e 172 dias
- Mais novo a ser exonerado (excluindo interinos): Carlos Alberto da Mota Pinto, 43 anos e 8 dias (todos os governos); Francisco Pinto Balsemão, 45 anos e 281 dias (apenas os governos partidários)
- Mais velho a ser exonerado: Adelino da Palma Carlos, 69 anos e 137 dias (todos os governos); Mário Soares, 60 anos e 334 dias (apenas os governos constitucionais)
- Mais tempo de vida: Mário Soares, 100 anos e 115 dias (vivo)
- Menos tempo de vida: Francisco Sá Carneiro, 46 anos e 138 dias
- Menos tempo de vida (morte natural): Carlos Alberto da Mota Pinto, 48 anos e 286 dias
- Idade com mais mortes: 48 anos, 2
- Mais tempo após a última exoneração (incluindo interinos): Vasco Almeida e Costa, 34 anos e 2 dias
- Mais tempo após a última exoneração (excluindo interinos): Francisco Pinto Balsemão, 41 anos e 296 dias (vivo)
- Menos tempo após a última exoneração: Carlos Alberto da Mota Pinto, 5 anos e 278 dias
- Menor número de ex-chefes de governo vivos (incluindo interinos e não empossados): 25 de abril de 1974–18 de julho de 1974 e 8 de dezembro de 1974–19 de setembro de 1975, 2
- Menor número de ex-chefes de governo vivos (excluindo interinos e não empossados): 25 de abril de 1974–18 de julho de 1974, 1
- Maior número de ex-chefes de governo vivos (incluindo interinos e não empossados): 3 de janeiro de 1980–26 de outubro de 1980 e 9 de janeiro de 1981–10 de agosto de 1983, 9
- Maior número de ex-chefes de governo vivos (excluindo interinos e não empossados): 3 de janeiro de 1980–26 de outubro de 1980, 8
- Maior número de períodos como interino: Vasco Almeida e Costa e Diogo Freitas do Amaral, 1
- Mais tempo no cargo como interino (contando todos os períodos no cargo): Diogo Freitas do Amaral, 36 dias
- Mais tempo no cargo como interino substituindo um chefe de governo em funções: Vasco Almeida e Costa, 30 dias
- Mais tempo no cargo como interino sem chefe de governo em funções: Diogo Freitas do Amaral, 36 dias
- Órgão coletivo com mais tempo com a chefia do governo: Junta de Salvação Nacional, 21 dias